# Josif Vissarionovič Stalin
Josif Vissarionovič Džugašvili (gruzínsky იოსებ ბესარიონის ძე ჯუღაშვილი [Ioseb Besarionis dze Džugašvili], rusky  Иосиф Виссарионович Джугашвили; 18. prosince 1878 Gori – 5. března 1953 Moskva), známý jako Stalin (Сталин), byl ruský revolucionář, politik a politický teoretik gruzínského původu. V letech 1922–1952 byl generálním tajemníkem Komunistické strany Sovětského svazu a od konce dvacátých let fakticky diktátorem své země. Jeho teoretický a praktický přístup k politice se označuje jako stalinismus.
Stalinova politika si vyžádala podle současného odhadu historiků mezi 3 až 8,7 miliony obětí. Jde především o oběti hladomoru v zemědělských oblastech jižního SSSR během násilné kolektivizace zemědělství a tzv. Velké čistky ve 30. letech 20. století. Období Stalinovy vlády je charakterizováno také pokračující industrializací, stavbou železnic a hydroelektráren, značnými investicemi do vědy, techniky a průmyslu, jež Sovětskému svazu umožnily vstup mezi jaderné velmoci (1949, druhý stát po USA), růstem ekonomiky a gramotnosti a zlepšením úrovně lékařství. Stalin měl podíl na vzniku a rozšíření druhé světové války, a to zejména paktem s Hitlerovým Německem proti Polsku a vyvoláním zimní války s Finskem. Měl však i zásluhu na vítězství Spojenců nad Německem a Japonskem. V důsledku úspěchů ve válce a Stalinovy poválečné politiky dosáhl Sovětský svaz územních zisků, mimo jiné odstoupením Podkarpatské Rusi Československem, a celkového rozšíření své sféry vlivu. Na konci Stalinovy vlády a krátce po jeho smrti se SSSR ocitl na vrcholu své moci a prestiže.

## Mládí (1878–1900)

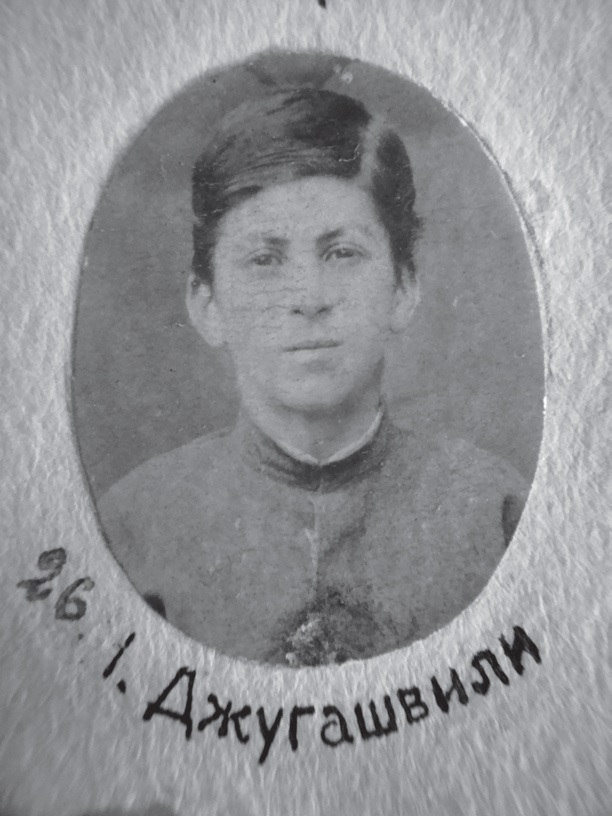
Stalin ("I. Džugašvili") na třídní fotografii z roku 1893

Podle matriky a úředních listin z raného období jeho života se Josif Džugašvili narodil v gruzínské rodině ve městě Gori 18. prosince (6. prosince v juliánském kalendáři) 1878, později však vytrvale tvrdil, že to bylo 21. prosince (9. prosince v juliánském kalendáři) 1879, a toto datum bylo a je jeho stoupenci nadále oslavováno. Dodnes uvádějí zdroje různá data Stalinova narození. Vissarion Džugašvili, Josifův otec, pocházel z rolnické rodiny ve vesnici Didi-Lilo, v tehdejší tifliské gubernii. Byl to tvrdý člověk a alkoholik, který ženu i malého Josifa krutě bil. Vyučil se obuvníkem, později se však kvůli živobytí odstěhoval do vzdáleného Tiflisu (Tbilisi), kde pracoval v továrně na obuv. Matka Jekatěrina, rozená Geladze, pocházela z rolnické rodiny a byla do svých 12 let nevolnicí. Stalinova matka byla zbožná gruzínská pravoslavná křesťanka a chtěla mít ze syna kněze.
Za carské vlády ještě nebyla zavedena povinná školní docházka a do školy chodily jen děti majetných lidí. Na základních školách byla v té době zavedena přijímací zkouška, kterou Stalin úspěšně složil. Roku 1888 ho přijali do základní církevní školy v Gori. Stalin byl jediným žákem, který dostal stipendium. Roku 1894 vyšel ze základní školy s vyznamenáním a s doporučením do bohosloveckého semináře v Tbilisi.
A tak roku 1894 Stalin vstoupil do pravoslavného semináře. V semináři studenti nesměli číst světské knihy, ani noviny a časopisy. Když je přitom přistihli, zavřeli je do školního vězení. Stalin o tom sám vypravuje: „Z protestu proti ponižujícímu režimu a jezuitským metodám, které panovaly v semináři, byl jsem odhodlán stát se a skutečně jsem se stal revolucionářem.“
Přes ubíjející ovzduší semináře se v mladém Stalinovi ozývaly tvůrčí snahy. Nebylo mu ani 16 let, když složil báseň, která byla roku 1895 otištěna na první stránce novin „Iveria“, vydávaných slavným spisovatelem Čavčavadzem:
A ty, kdos utlačen byl tvrdě,

koho v prach zemský tiskli jen,

nad štíty hor se vztyčíš hrdě, 

nadějí jasnou okřídlen!
V bohosloveckém semináři vydával Stalin ilegální noviny, psané ručně. O tři roky později byl vyloučen, protože se nedostavil ke zkouškám. V té době již byl členem podzemní organizace sociálních demokratů Mesame dasi.

## Revolucionář (1900–1917)

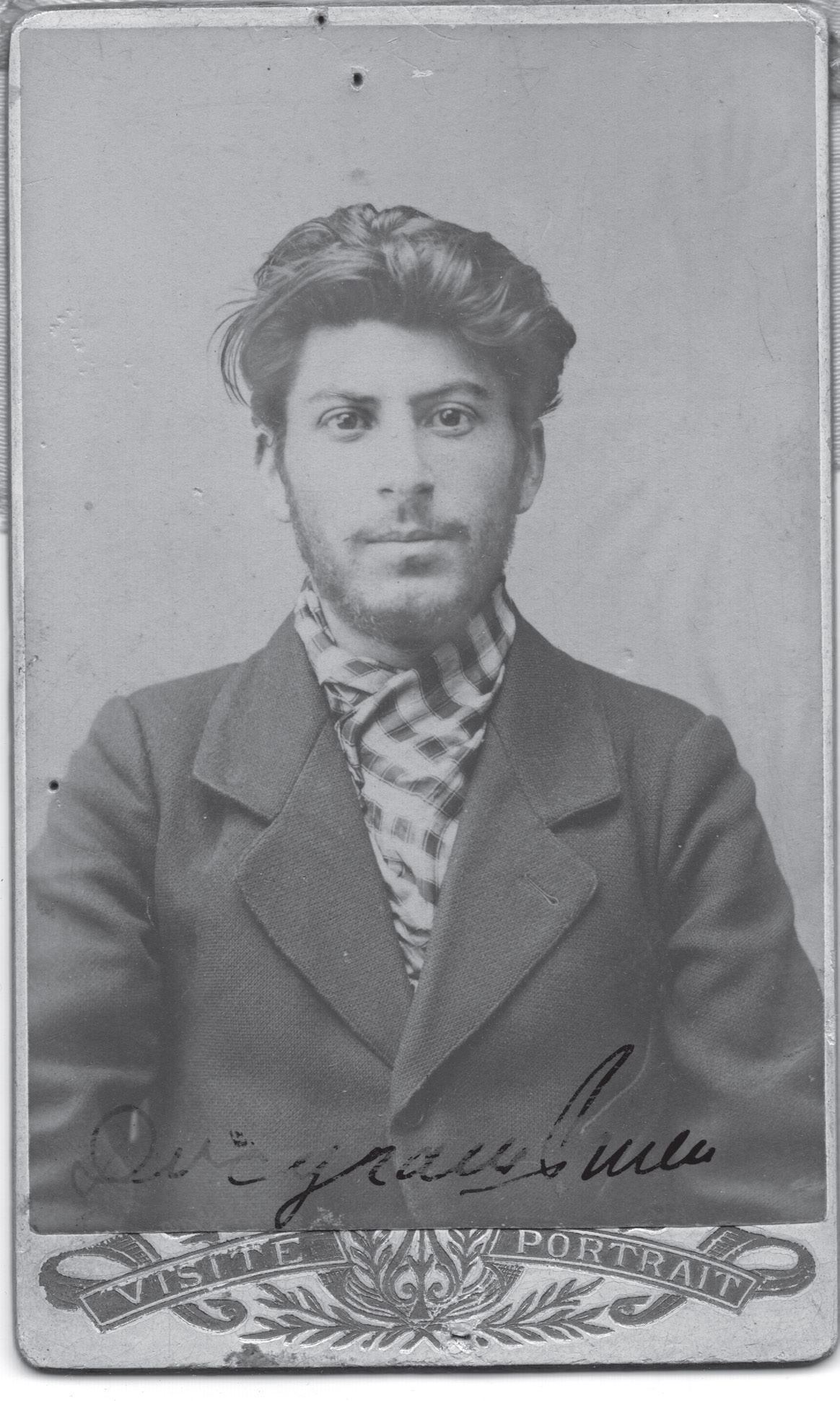
Policejní fotografie Stalina, 1902

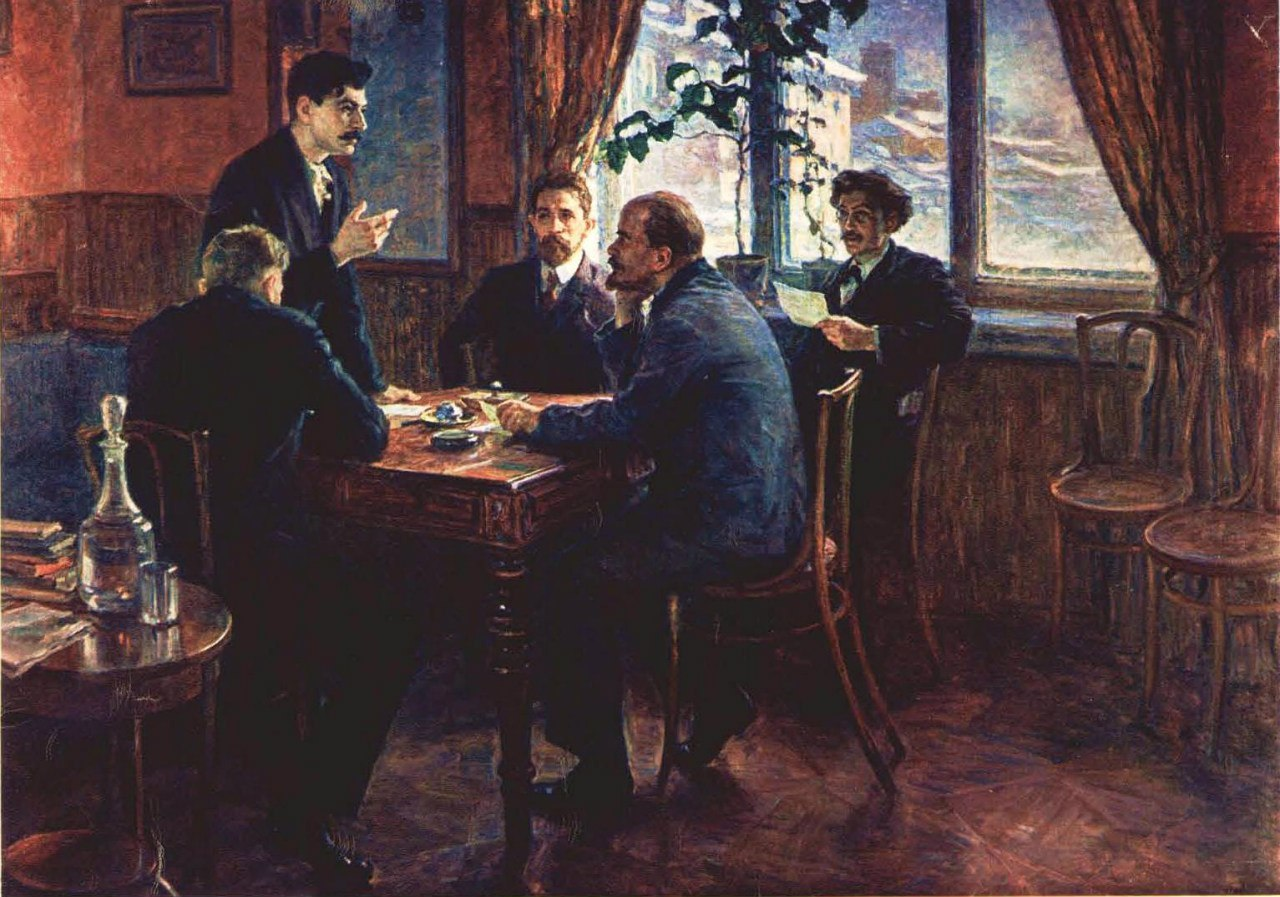
Stalin se poprvé setkal s Vladimirem Leninem na konferenci v Tampere ve Finsku v roce 1905.

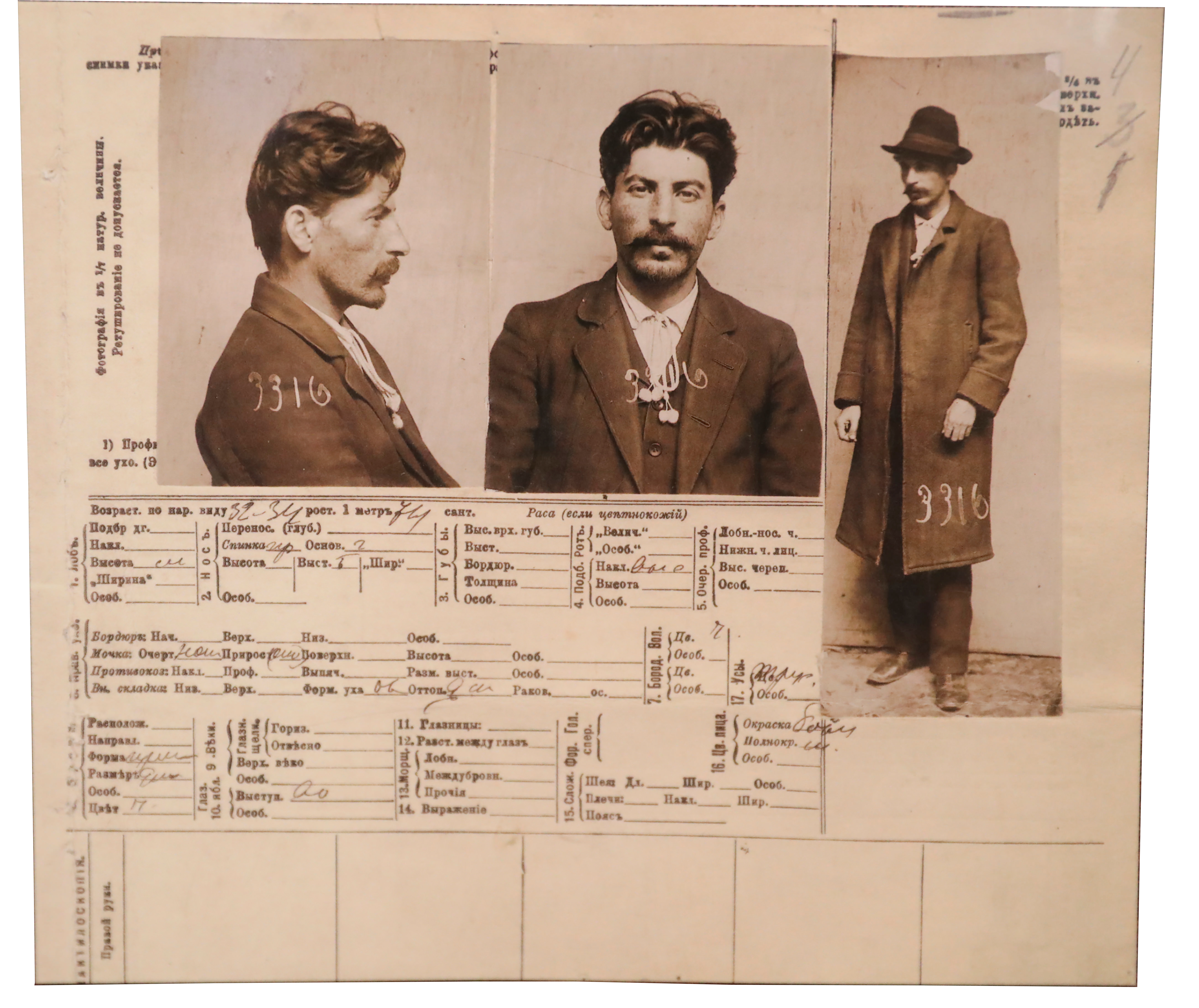
Z kartotéky carské policie
v Petrohradě, 1911

Od roku 1900 se stáhl do politického podzemí. Organizoval demonstrace a stávky v průmyslových centrech Kavkazu, ale přílišnou horlivostí při vyvolávání krvavých střetů s policií si znepřátelil své spolubojovníky. Od dubna 1902 do března 1913 byl sedmkrát zatčen za revoluční činnost, opakovaně uvězněn a odesílán do vyhnanství. Pro mírnost rozsudků a opakované útěky ho někteří podezírali, že je tajným agentem carské policie, pro tato obvinění však neexistují důkazy.
Po rozpadu ruské sociálně demokratické strany v roce 1903 na bolševiky a menševiky se Stalin připojil k bolševikům. Od roku 1905, kdy se poprvé setkal v Petrohradu s Leninem (před přesunem na konferenci v Tammerforsu – dnešním Tampere), se Stalin zúčastňoval vrcholných setkání Ruské sociálně demokratické dělnické strany. V roce 1905 byl delegátem na konferenci strany ve Finsku. Byl zvolen delegátem na dvou sjezdech strany (Stockholm 1906, Londýn 1907), kde se bolševici opakovaně střetávali s menševiky.
13. června 1907 došlo na rušné ulici k přepadení transportu peněz do Tbiliské banky, na jehož přípravě se Stalin snad podílel. Výsledkem byla obrovská kořist a asi 40 mrtvých, jen menšina z nich patřila k ostraze transportu. Peníze byly předány stranické pokladně, nicméně někteří gruzínští menševici vyslovili pobouření nad těmito teroristickými a banditskými metodami a požadovali Stalinovo vyloučení. Lenin však jakékoliv diskuse na toto téma odmítl.
V roce 1912 Lenin svolal stranickou konferenci v Praze, kde byla formálně ustavena bolševická strana a její Ústřední výbor; nepřítomného Stalina kooptoval do ÚV Lenin. Stalin poté uposlechl Leninovy výzvy doručené mu na Sibiř Ordžonikidzem a v únoru 1912 opět uprchl a stanul do dalšího zatčení v čele výboru. V letech 1912–1913 (hledán policií a bez platných dokladů) několikrát překročil rusko-rakouské hranice. Lenin ho totiž vyslal do Vídně studovat národnostní politiku rakouských socialistů, což bylo pro mladého Stalina velké vyznamenání. Byl to také nejdelší pobyt za hranicemi v celém jeho životě.
V roce 1913 byl Stalin znovu zatčen a skončil ve vyhnanství na odlehlé stanici Kurejka, jednom z nejhorších míst na Sibiři. V roce 1916 byl předvolán k odvodu a uznán neschopným vojenské služby. Ještě důležitější však bylo, že ho komise neposlala zpět do Kurejky a nechala bydlet na přístupnějším místě, odkud brzy uprchl do Petrohradu. Původně propagoval spojenectví se všemi stranami levého spektra, ale po příjezdu Lenina přijal jeho ideu nesmiřitelného boje proti všem ostatním stranám a proti vládě. Ve volbách do ÚV pak získal třetí nejvyšší počet hlasů (po Leninovi a Zinověvovi). V květnu 1917 Lenin vytvořil čtyřčlenné byro ÚV ve složení Lenin, Zinověv, Kameněv a Stalin, který se tak poprvé dostal k moci.
Od července 1917, kdy se Lenin a Zinověv museli uchýlit do ilegality a současně Trockij s Kameněvem byli ve vězení, vedl Stalin do září až října 1917 stranu. Již nyní si tak vypracovával pozici nad svými nejdůležitějšími spolupracovníky a konkurenty – Zinověvem, Kameněvem, Sverdlovem a Trockým.

## Občanská válka (1917–1920)
Po uchopení moci bolševiky Lenin sestavil vládu, v níž se Stalin stal komisařem pro národnostní problematiku. Většina okrajových provincií, obývaných jinými národnostmi, však byla pod kontrolou bílých – většinou procarských generálů, kteří hodlali bolševický puč rozdrtit.
V nové funkci Stalin spolu s Leninem podepsali Deklaraci práv národů Ruska; deklarace zaručovala národům Ruska právo na sebeurčení. Stalin s Leninem navíc prohlásili, že národy bývalého carského impéria mají nárok na sebeurčení. Odtrhlo se Finsko a Polsko, dočasně dále Ukrajina, Estonsko, Lotyšsko, Litva, Ázerbájdžán, Arménie a Gruzie.
V roce 1918 vypukla občanská válka a nejdůležitější ruská města Petrohrad a Moskva trpěla nedostatkem potravin. Stalinova práce lidového komisaře se stala nedůležitou a Lenin ho jmenoval generálním dodavatelem obilí na jihu Ruska s neomezenými právy a plnou mocí. V červnu 1918 odcestoval Stalin s oddílem Rudé armády do Caricynu (dnešní Volgograd). Ve vykonání úkolu mu bránily střety s kozáckými skupinami a byl proto na vlastní žádost a se souhlasem Trockého jmenován předsedou Vojenské rady severokavkazského vojenského okruhu. V této době také docházelo k prvním vážným konfliktům s Trockým a Stalin byl na jeho žádost z Caricynu odvolán.
Během občanské války byl Stalin v lednu 1919 odeslán do Permu, kde krutými metodami obnovil bojeschopnost armády a dále byl povolán k obraně Petrohradu proti vojsku generála Juděniče a podařilo se mu ofenzivu zastavit.
Úkoly zadané Leninem splnil, nicméně již zde naplno používal metody rudého teroru, charakterizované např. popravami bez soudů, které byly zlegalizovány po atentátu na Lenina na konci srpna 1918, ale byly aplikovány již dříve.
V letech 1919–1920 se účastnil úderu Rudé armády proti Polsku. Lenin, Tuchačevskij i Stalin v té době zřejmě dokonce věřili, že by mohli ovládnout podstatnou část Evropy (po smetení Polska a spojení se s maďarskými, německými a francouzskými soudruhy). Jako politický velitel se měl podílet na vedení jižního křídla armády útočícího na Lvov (fakticky je vedl). V srpnu 1920, když Tuchačevského armáda dosáhla okraj Varšavy, dostal Stalin rozkaz přesunout hlavní složky armády z jihu na sever, na pomoc Tuchačevskému. Stalin však pokračoval podle svého původního plánu na Lvov. 16. srpna podnikla polská armáda protiútok a zahnala obě armády zpět do Ruska. Důsledkem byla územní ztráta části Běloruska (asi třetiny území) a Ukrajiny ve prospěch Druhé Polské republiky.

## Boj o nástupnictví (1920–1927)

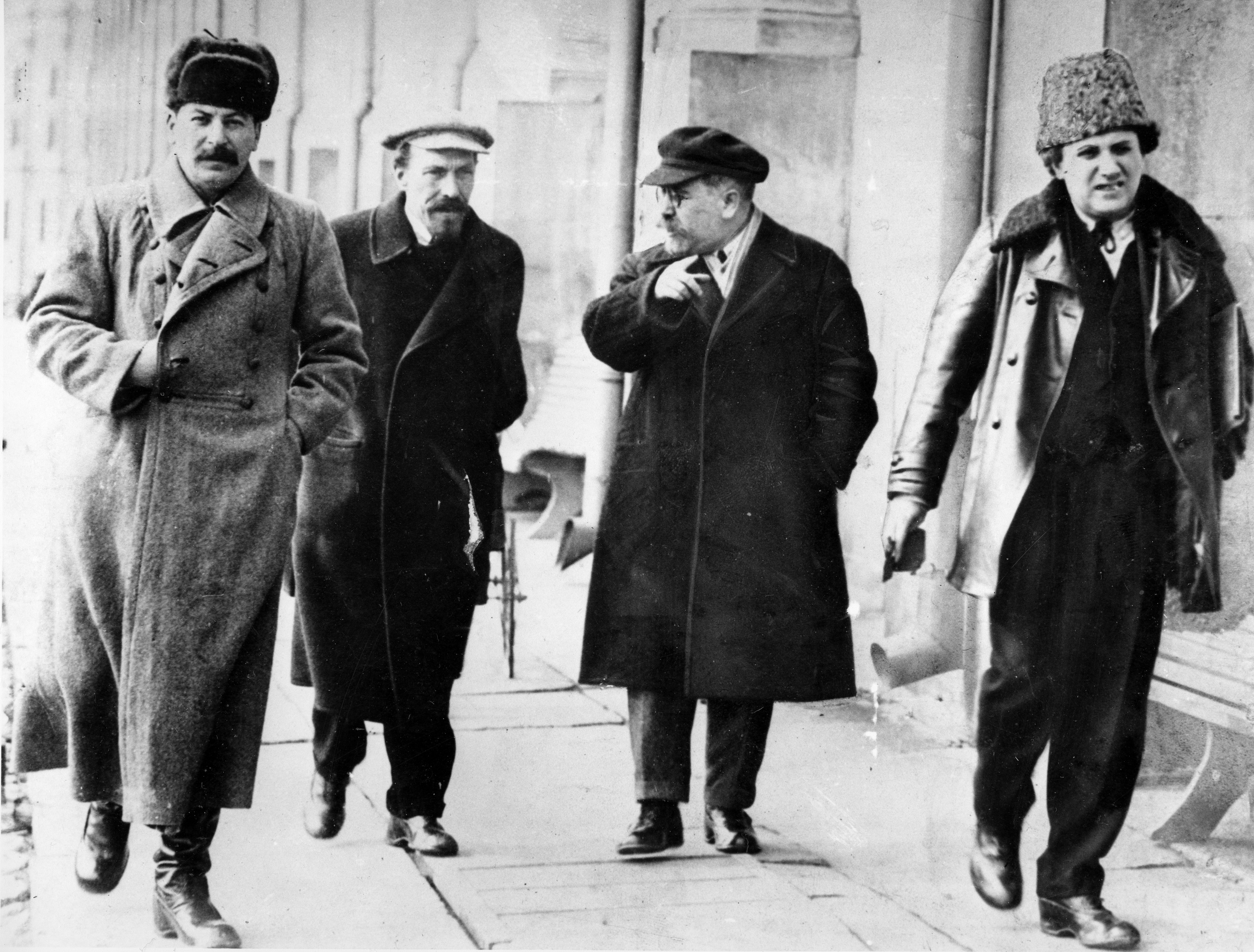
Zleva: Stalin, Alexej Rykov, Lev Kameněv a Grigorij Zinověv v roce 1925. Všichni tři se později se Stalinem rozešli a byli popraveni během Velké čistky.

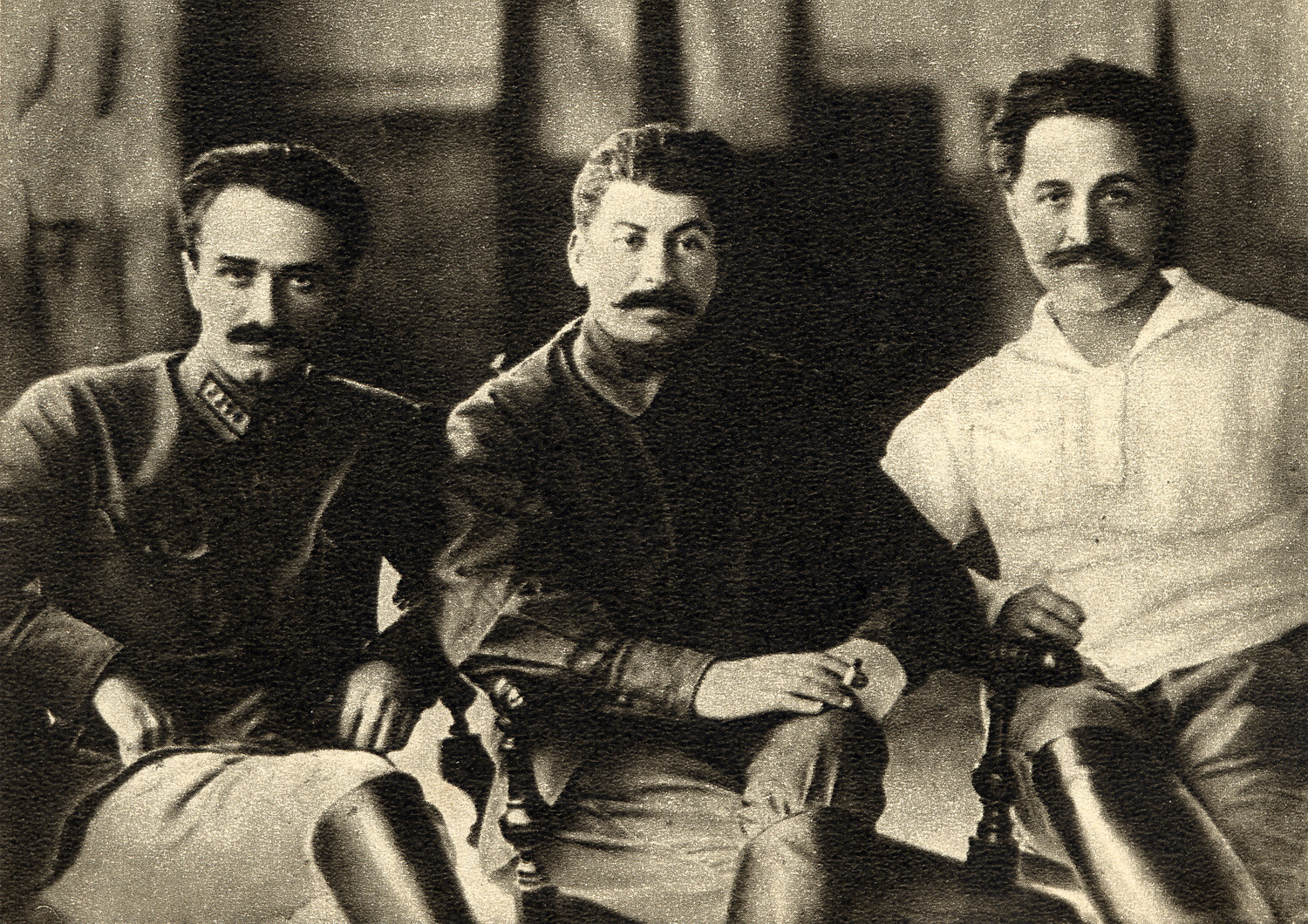
Anastáz Mikojan, Stalin a Sergo Ordžonikidze v Tiflisu (dnes Tbilisi), 1925

V roce 1921 byl Stalin znovu zvolen do politbyra a o rok později se stal generálním tajemníkem strany (z návrhu L. B. Kameněva). Funkce využil okamžitě k upevnění své moci. V roce 1922 se střetl se samotným Leninem, když Stalin navrhl přeměnit svazové republiky na autonomní oblasti a zbavit je tak zbývajících prvků nezávislosti. Stalin nakonec ustoupil, nejednalo se o jediný nesouhlas. Nicméně Leninův zdravotní stav se prudce zhoršil po druhé mrtvici v prosinci 1922 a tři zbývající členové předsednictva (Stalin, Kameněv a Bucharin) vydali příkaz, že Lenin smí pracovat jen 5 až 10 minut denně, nesmí přijímat návštěvy a jeho okolí ho nesmí informovat o politice. Proti takové izolaci se Lenin vzepřel, ale už neměl autoritu, jakou měl dříve. Jeho vztah ke Stalinovi se změnil v nepřátelství, aktivně se ale už v politice prosadit nemohl. Stihl už jen sepsat tzv. Dopis sjezdu (označovaný též jako Leninova závěť), v němž napsal mimo jiné toto:
Soudruh Stalin jako generální tajemník soustředil ve svých rukou obrovskou moc a já si nejsem jist, že jí dokáže vždy dost obezřetně užívat...Stalin je příliš hrubý a tento nedostatek, který se jakžtakž dá trpět ve styku mezi námi komunisty, nelze trpět u generálního tajemníka. Proto soudruhům navrhuji, aby uvážili, jak Stalina z této funkce přemístit, a jmenovali na ni jiného člověka...

Stalin se Leninovy závěti zmocnil a byl si svou pozicí již natolik jist, že ji osobně přečetl na Ústředním výboru, přičemž maximálně využil toho, že kritizovala i jeho další členy. Vzápětí nato nabídl svoji rezignaci, kterou ale výbor odmítl. Odmítli ji dokonce i jeho největší oponenti, kteří tak nevyužili poslední vážnou šanci Stalina sesadit a zachránit si životy.

### Hlavní aktéři boje o nástupnictví

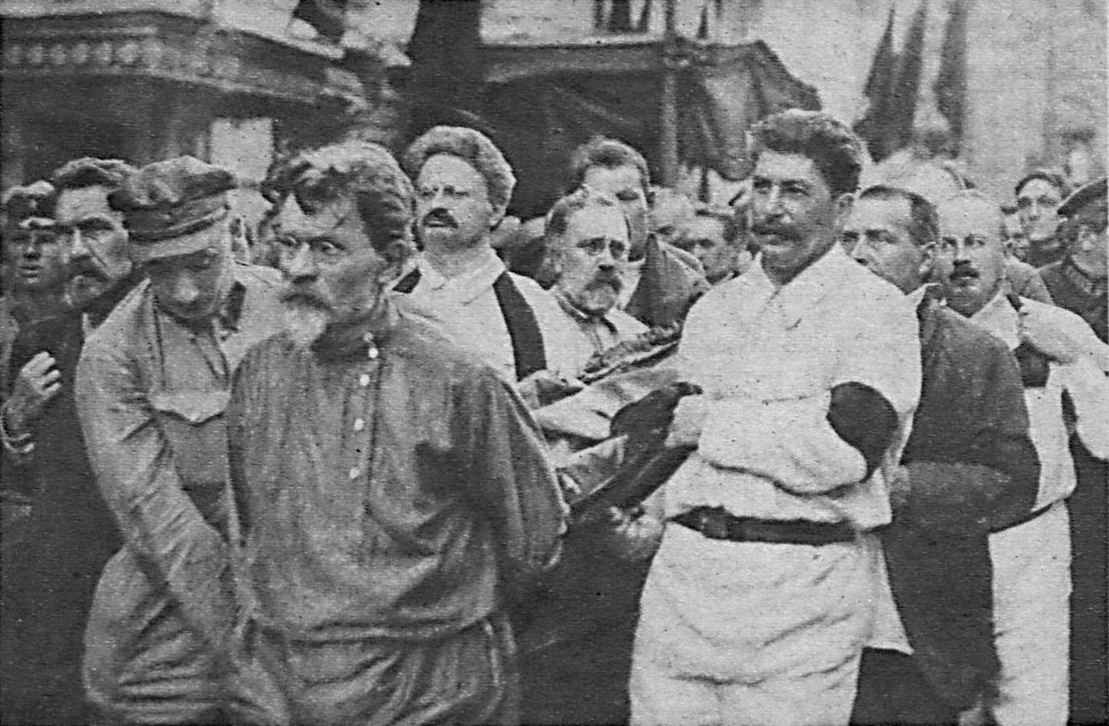
Zleva: Rykov, Jagoda, Kalinin, Trockij, Kameněv, Stalin, Tomskij a Bucharin nesou rakev zakladatele Čeky Felixe Dzeržinského v roce 1926

Po Leninově smrti byli tito muži nejdůležitějšími aktéry boje o nástupnictví:
- Josif Vissarionovič Stalin
- Lev Davidovič Trockij (1879–1940, zavražděn v emigraci)
- Grigorij Zinovjev (1883–1936, popraven)
- Lev Kameněv (1883–1936, popraven)
- Alexej Rykov (1881–1938, popraven)
- Nikolaj Bucharin (1888–1938, popraven)
- Michail Tomskij (1880–1936, sebevražda v době prvního moskevského procesu)

Stalin nejdříve v letech 1923–1925 s pomocí Grigorije Zinověva a Lva Kameněva odstavil od velení v armádě Trockého. Pak za přihlížení Trockého a Kameněva vyhnal Zinověva z politbyra, spolu s Kameněvem z něho vyřadil Trockého a zcela je ovládl. V roce 1927 prosadil vyloučení Zinověva a Trockého ze strany, Trockého pak nechal vypovědět ze Sovětského svazu, ten však v zahraničí nemlčel a proto byl v Mexiku zavražděn agentem NKVD. Posledním veřejně vystupujícím Stalinovým odpůrcem ve vedení bolševické strany byl Nikolaj Bucharin (jeho věrný spojenec až do roku 1928), který se postavil proti kolektivizaci vesnic a teroru při vymáhání odvodů potravin. Spolu s ním byli odstaveni od moci i Rykov a Tomskij.

## Diktátor upevňující moc (1927–1938)

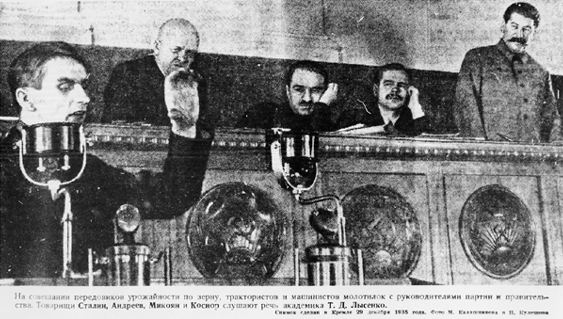
Trofim Lysenko řeční. Naslouchají mu Kosior, Mikojan, Andrejev a Stalin

Roku 1927 Stalin ještě nebyl neomezeným diktátorem. Skupina jeho přívrženců měla v politbyru i v ÚV VKS(b) sice mírnou převahu, avšak Stalinových odpůrců bylo hodně. Situace v zemi, která prodělala první světovou válku, občanskou válku a hladomor, byla na hranici únosnosti. Leninova NEP byla schopna zajistit základní výrobu, avšak rozvoj země byl velmi pozvolný a mnohé západní velmoci hrozily vojenskou intervencí.

### Kolektivizace zemědělství a hladomor

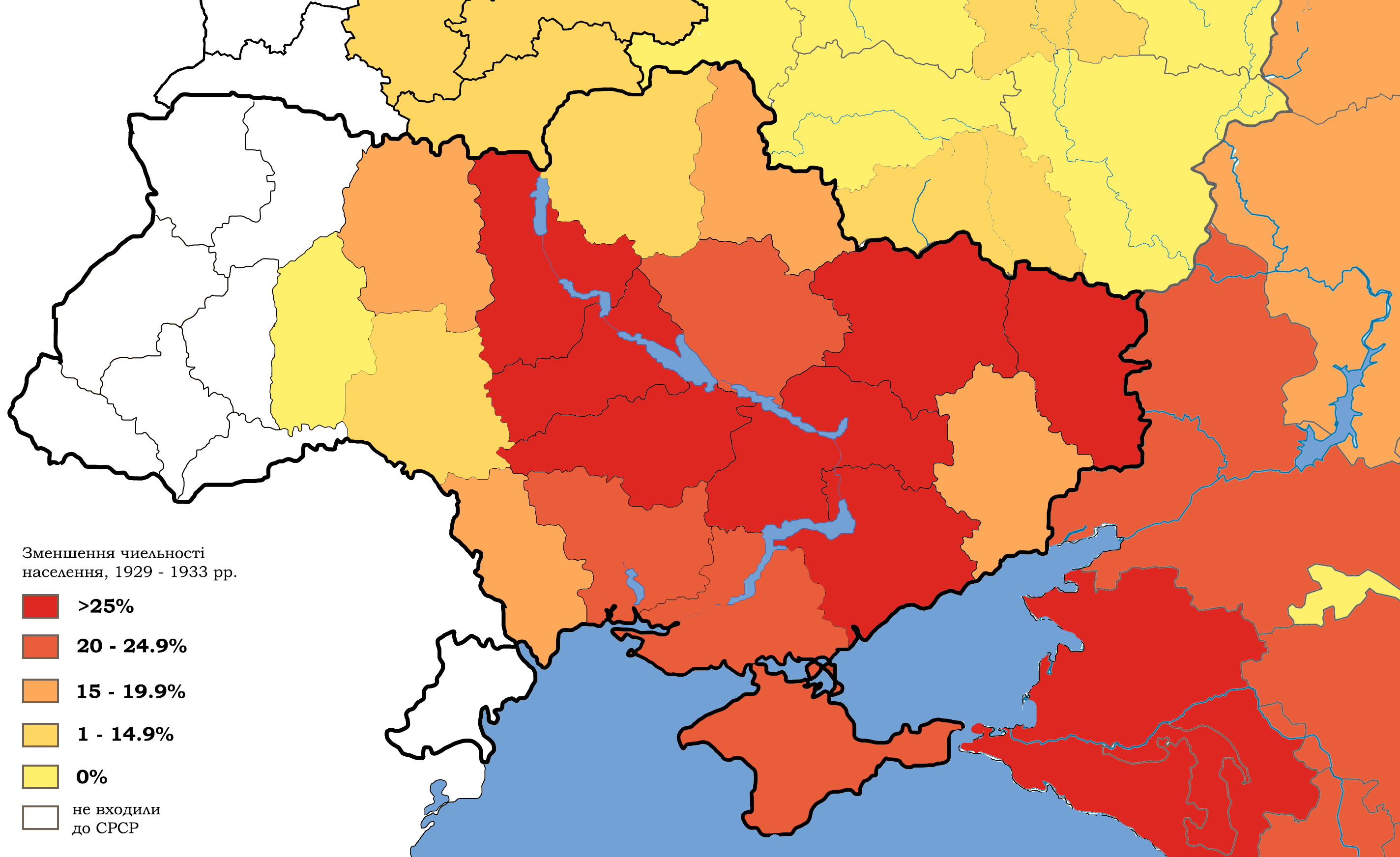
Mapa znázorňující pokles populace na Ukrajině a v jihozápadním Rusku během hladomoru v letech 1929–1933

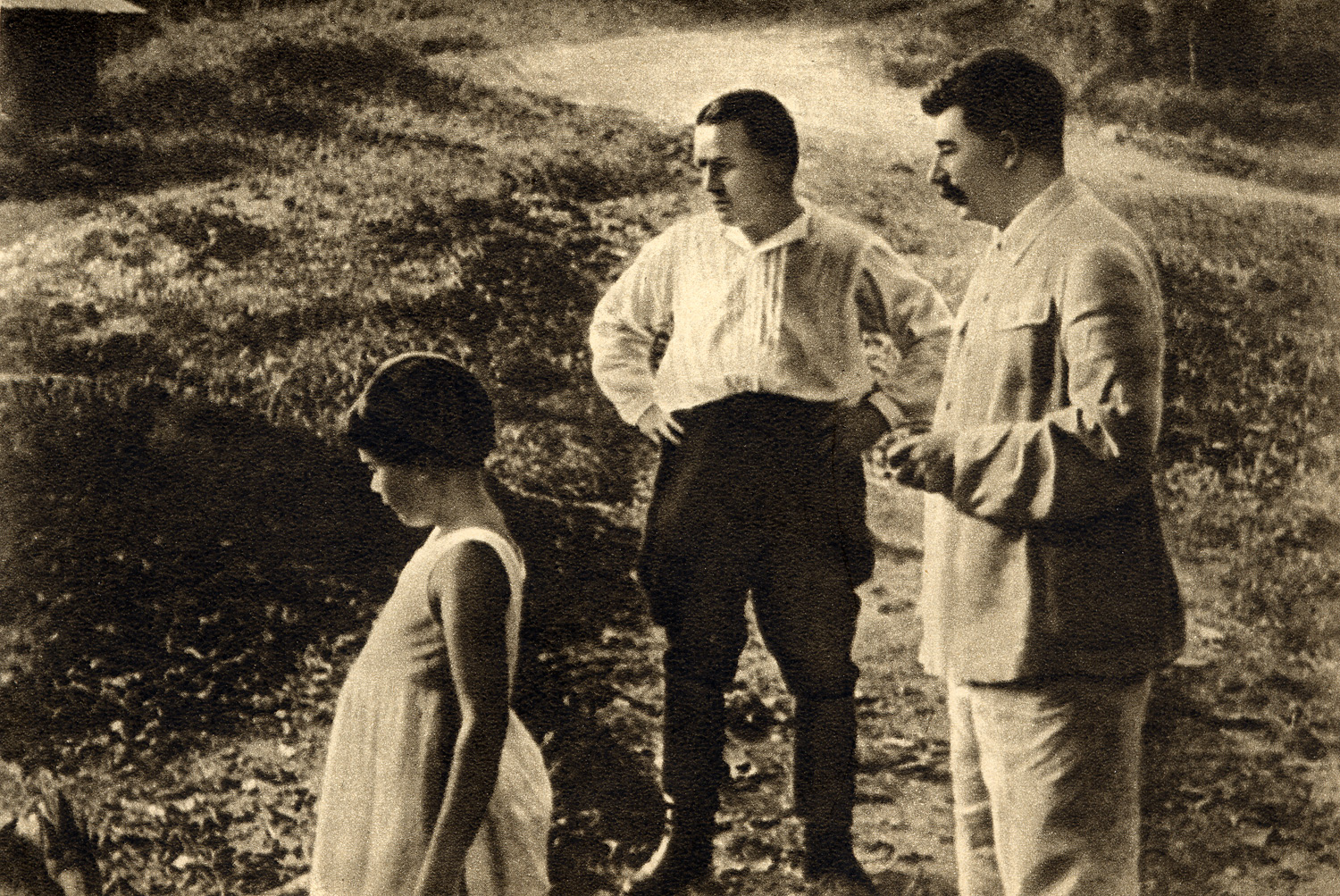
Sergej Kirov a Josef Stalin na dovolené v Soči roku 1934

Prvním velkým Stalinovým cílem se stala kolektivizace zemědělství, která byla schválena v prosinci 1927 sjezdem strany. V roce 1929 nařídil provést v rámci kolektivizace likvidaci kulaků jako třídy a v letech 1930–1931 nechal deportovat miliony rolníků na Sibiř a do Střední Asie. Kolektivizace mu měla pomoci k podmanění vesnického obyvatelstva. Státní aparát do té doby získával zemědělské produkty od rolníků vykupováním přebytků za základní ceny, avšak tento systém nebyl efektivní. Kolektivizace probíhala násilnými metodami a jejím důsledkem bylo narušení výrobních vztahů, pokles zemědělské produkce a hladomor, zejména na Ukrajině, Povolží, severním Kavkaze.
Roku 1932 postihla Sovětský svaz špatná úroda. Země si nezaopatřila žádné zásoby pro případ nedostatku, protože musela splácet úvěry především Francii a Německu. V zimě 1932/1933 postihl některé části SSSR hladomor, především Ukrajinu, kdy zejména na Ukrajině zemřely hladem miliony lidí. Podle dnešního ukrajinského hodnocení se jednalo o „…uvědomělý teroristický akt stalinského politického systému proti pokojným lidem, proti Ukrajincům jako národu a zejména proti sedlákům jako třídě“.
Celkem si v letech 1932–33 hladomory na Ukrajině, v Rusku a Kazachstánu vyžádaly až 8 milionů obětí, z toho přibližně 3 miliony v Rusku a milion v Kazachstánu. Důsledkem kolektivizace byla také migrace obyvatel z venkova do měst, která umožnila další rozvoj průmyslu ve významných střediscích.

### Pětileté plánování
Ekonomika se začala řídit pomocí pětiletek (první pětiletý plán byl vyhlášen na období 1928–1932), do napadení Sovětského svazu hitlerovským Německem byla vyhlášena ještě druhá a třetí pětiletka (ta již kvůli válce nebyla dokončena). Společně s kolektivizací byla vysokým tempem započata industrializace. Prioritní byl v první pětiletce rozvoj dosud slabého kovozpracujícího průmyslu, rozšíření těžby uhlí a výroby elektřiny. Ve druhé pětiletce byl rozvoj zaměřen na vojenskou produkci.

### Velká čistka

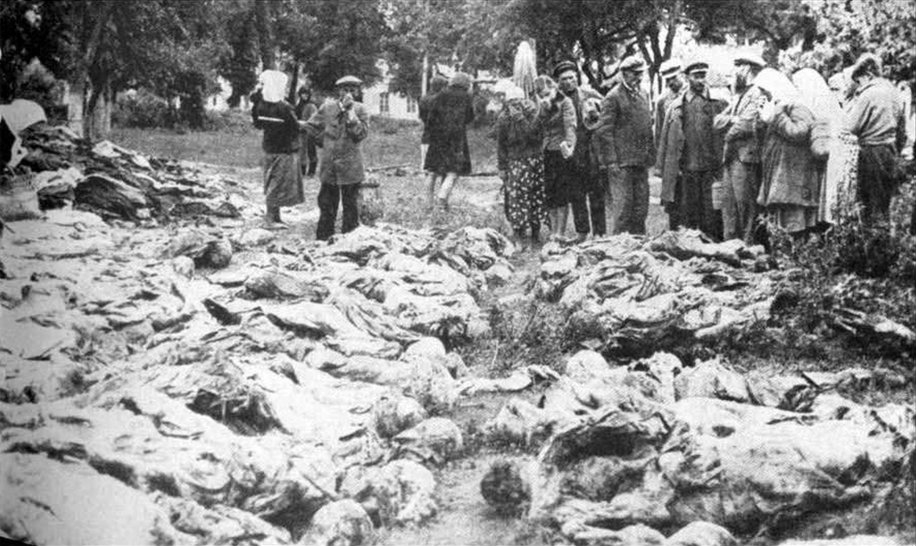
Exhumovaný hromadný hrob masakru ve Vinnycji, 1943

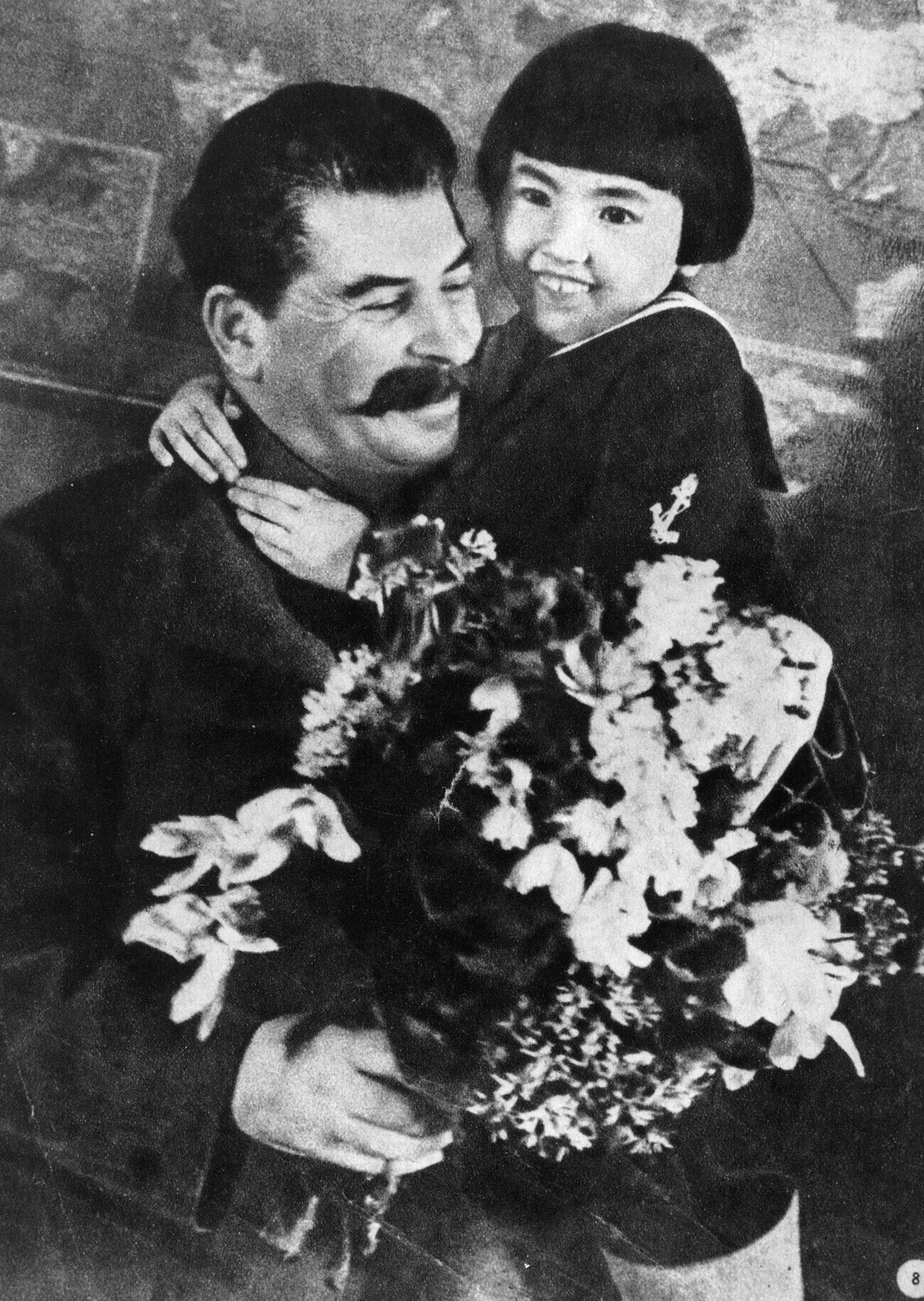
Stalin dostal květiny od Engelsiny Markizové, 1936. Otec dívky byl později popraven ve Velké čistce.

Jedním ze spouštěčů tzv. Velké čistky se stala vražda Stalinova spolupracovníka S. M. Kirova 1. prosince 1934. O tom, kdo si vraždu objednal, existuje řada spekulací, včetně neprokázaných podezření na Stalina. Z obavy, aby atentát nedopadl i na jeho osobu, vydal Stalin dekret o teroristických útocích, který mj. stanovoval maximálně desetidenní projednání bez účasti dalších stran a bez možnosti odvolání a provedení trestu smrti ihned po vyhlášení rozsudku. Došlo k masovému zatýkání, především v řadách stranických funkcionářů, vrcholem Velké čistky se staly tzv. Moskevské procesy, při kterých byli odsouzeni k trestu smrti mimo jiné i bývalí Leninovi a Stalinovi spolupracovníci Lev Kameněv, Grigorij Zinověv a Nikolaj Bucharin. Popraven byl i bolševický vůdce Vladimir Antonov-Ovsejenko, který během říjnové revoluce zahájil výstřelem z křižníku Aurora útok na Zimní palác. Odsouzen k trestu smrti byl také maďarský bolševický politik Béla Kun, který byl jako mnozí jiní obviněn z trockismu. V roce 1937 byl unesen a později popraven bývalý bělogvardějský generál Jevgenij Miller.
Represe se rozšířily i na ostatní vrstvy obyvatelstva. Pod vedením Nikolaje Ježova, šéfa tajné policie NKVD, byly zatýkány a bez soudu popravovány tisíce lidí. Došlo i k čistce v armádě, která postihla většinu nejvyšších velitelů (nejznámější je poprava maršála Tuchačevského). Sám Ježov byl 25. listopadu 1938 zbaven předsednictví NKVD, o něco později zatčen a v únoru roku 1940 byl také zastřelen. Ježova v čele NKVD vystřídal Lavrentij Berija.
Podle oficiálních údajů NKVD bylo v letech 1937–1938 zatčeno 1 548 367 osob, z nichž bylo pak 681 692 zastřeleno, což v průměru znamená asi 1000 poprav denně. Jenom v Leningradu bylo popraveno více než 40 tisíc lidí. Mezi zatčenými byli spisovatelé Isaak Babel, Varlam Šalamov, Boris Pilňak a Osip Mandelštam, tvůrce sovětského raketového programu Sergej Koroljov, historik Vladimir Varankin, maršál Konstantin Rokossovskij, prarodiče Michaila Gorbačova nebo otec kosmonauta Alexeje Leonova.

### Mezinárodní expanze
Během 20. a první poloviny 30. let se Sovětský svaz pod Stalinovým vedením omezil na podporu komunistických stran v Evropě a jejich postupné ovládnutí. Od poloviny 30. let vstoupil aktivně do tří mezinárodních krizí:
- Podpořil dobrovolnickými oddíly republikánskou stranu v občanské válce ve Španělsku,[38] která bojovala proti povstaleckým oddílům generála Francisca Franca.
- V roce 1939 zabránily společné sovětsko-mongolské síly okupování Mongolska Japonskem v japonsko-čínské válce[39][40]
- Italskou agresí proti Habeši nejprve odsoudil,[41] poté odmítl na Itálii uvalit, byť i jen symbolické sankce.

Maxim Litvinov, Stalinův ministr zahraničí v letech 1930 až 1939, považoval za hlavní hrozbu nacistické Německo a usiloval o sblížení s Francií, Československem a Velkou Británií. V roce 1933 dosáhl uznání Sovětského svazu Spojenými státy a prosadil také účast SSSR ve Společnosti národů. Protože Litvinov byl zastáncem sbližování se západními mocnostmi a byl také židovského původu, byl před podpisem sovětsko-německého paktu v roce 1939 na Stalinův příkaz nahrazen Molotovem.

## Expanze (1939–1941)

### Mnichovská dohoda

Plánované a skutečné územní změny ve střední a východní Evropě 1939–1940

Už od roku 1938 stál svět na prahu další velké války. Nacismus se šířil střední Evropou (počínaje obsazením Porýní, Rakouska a Sudet).
Československo uzavřelo v roce 1935 se Sovětským svazem smlouvu o vojenské pomoci, ta však byla vázána na podmínku, že v případě napadení Německem zasáhne vojensky i Francie. Československo-sovětská smlouva navazovala na smlouvu uzavřenou mezi Francií a Sovětským svazem v roce 1934, která byla reakci na vzrůstající agresivitou nacistického Německa.
Stalin se aktivně snažil Hitlera zastavit a prostřednictvím svých diplomatů potvrdil ještě v říjnu 1938 tehdejší závazek sovětské vojenské pomoci za předpokladu francouzského zásahu. Sovětský svaz jako jediná velmoc měl nabídnout Československé vládě pomoc i po mnichovské dohodě. Tato informace se opírá o údajný rozhovor Klementa Gottwalda se sovětským velvyslancem Sergejem Alexandrovským. Sovětský svaz by se též do války proti Německu zapojil, kdyby se Československo obrátilo na Společnost národů a ta označila Německo za agresora.
Problematická byla možná účinnost zásahu. Rudá armáda nemohla být přesunuta přes Polsko, se kterým byla jednání o možnostech průjezdu neúspěšná. Pro přechod přes Rumunsko nebyla do září 1938 podepsána konkrétní dohoda o výstavbě speciální železnice pro armádní tranzit.

### Pakt Ribbentrop–Molotov a napadení Polska

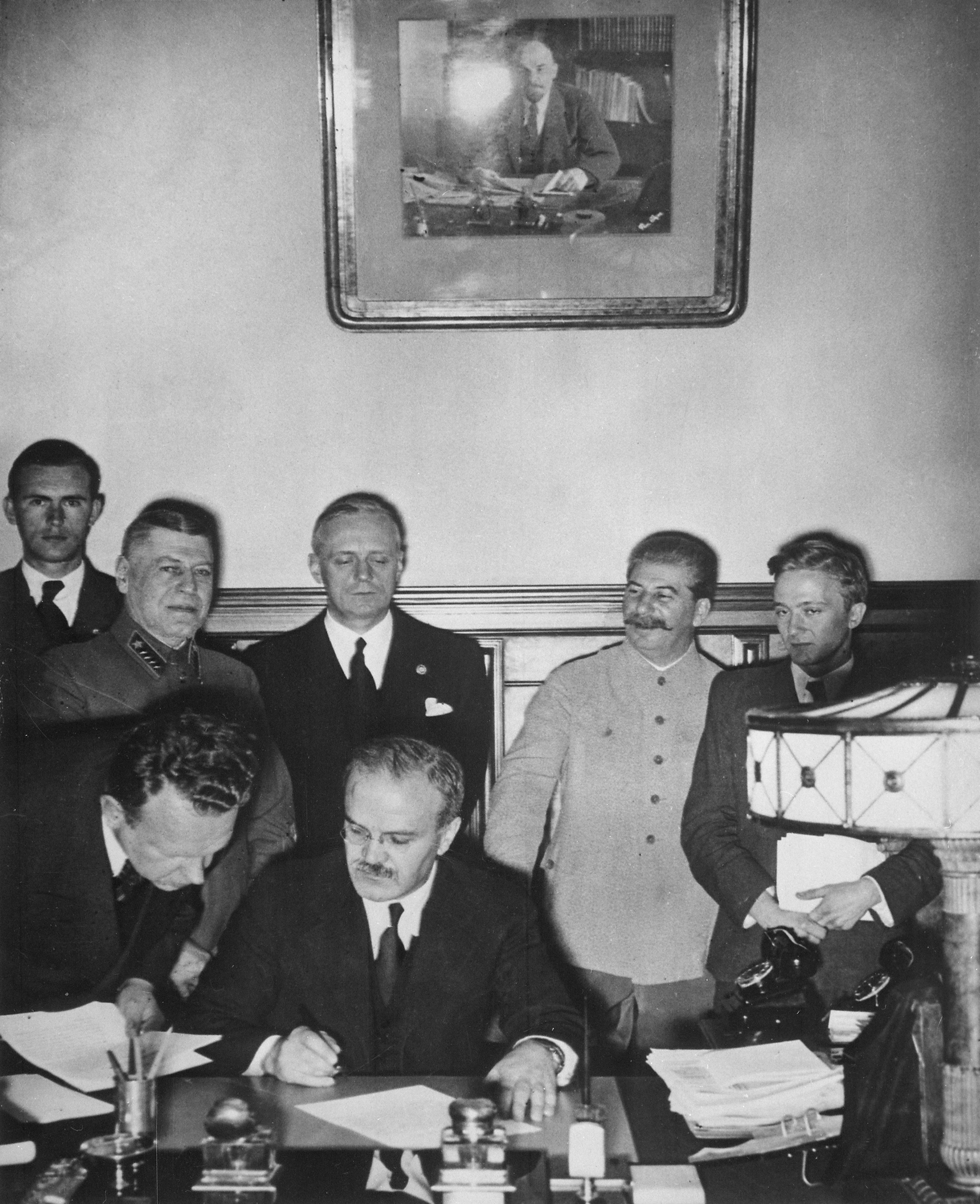
Stalin při podpisu paktu Molotov–Ribbentrop 23. srpna 1939 v Moskvě

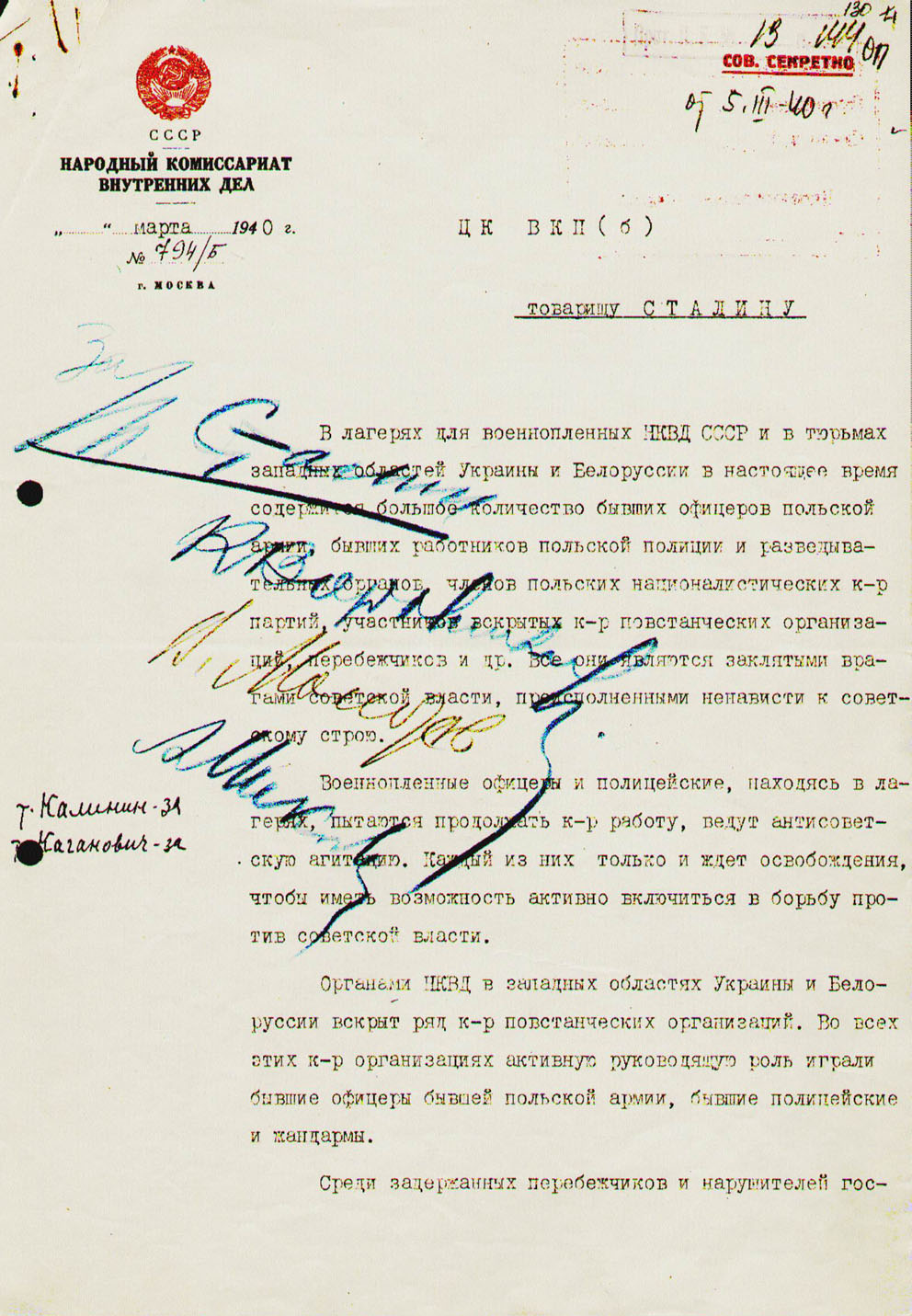
Příkaz ke katyňské vraždě podepsaný Stalinem, Klimentem Vorošilovem, Molotovem, Anastázem Mikojanem a souhlas k vraždě podepsaný Michailem Kalininem a Lazarem Kaganovičem

Jelikož Stalin od Západu podporu v boji proti Němcům nalézt nemohl, uchýlil se těsně před německým přepadení Polska, 23. srpna 1939, k uzavření dohody o neútočení, známé jako pakt Ribbentrop–Molotov. V tajném dodatku k protokolu byly vymezeny sféry vlivu Německa a Sovětského svazu.
Po vpádu německých vojsk do Polska 1. září 1939, Sovětský svaz nejprve 15. září uzavřel s Japonskem úmluvu o ukončení nepřátelství na mandžuských hranicích a poté 17. září 1939 napadl Polsko, prohrávající svůj boj s Německem. Ústy Molotova tvrdil, že jde chránit ukrajinské a běloruské obyvatelstvo ve východním Polsku. Rezervní jednotky polské armády rozmístěné na východních hranicích nedokázaly Rudou armádu zastavit.
V roce 1940 bylo povražděno asi 22 tisíc polských válečných a civilních zajatců v tzv. katyňském masakru. Podle oficiálního vyjádření ruské Dumy byla tato hromadná vražda provedena na příkaz Stalina a dalších vedoucích činitelů.
Hrozbou násilím si vynutil spojenecké smlouvy a rozmístění svých jednotek v Litvě, Lotyšsku a Estonsku. Když se však s těmito a ještě dalšími požadavky obrátil na Finsko, byl odmítnut.

### Zimní válka s Finskem

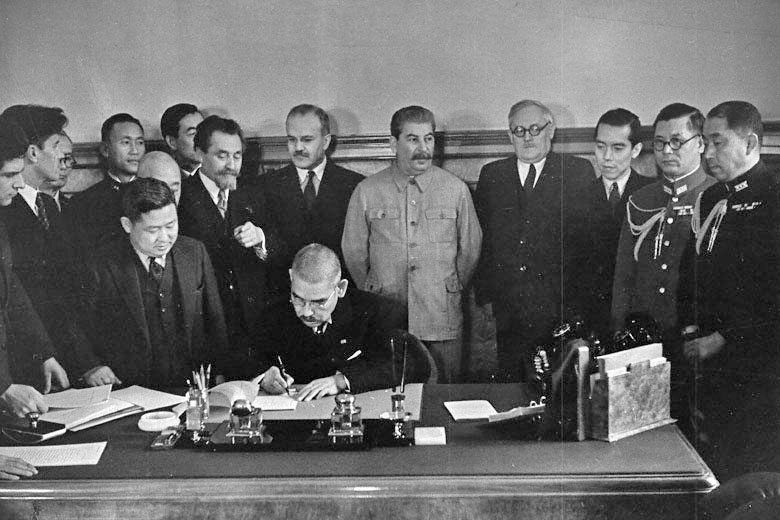
Stalin a Molotov u podpisu sovětsko-japonské smlouvy o neutralitě, 1941

Dne 30. listopadu 1939 SSSR Finsko napadl (tzv. zimní válka). 1. prosince byla ustavena dělnicko-rolnická vláda Finska pod vedením Otto Kuusinena, kterou Stalin označil za jedinou legitimní vládu Finska, s níž je ochoten jednat. Jenže Finové, byť hůře vyzbrojeni a několikanásobně přečísleni, bojovali s výjimečnou urputností a Rudá armáda zdecimovaná čistkami měla s lámáním jejich odporu obrovské potíže. Také se projevily potíže se zásobováním Rudé armády a zapojením letectva. SSSR byl za tuto nevyprovokovanou agresi 14. 12. 1939 vyloučen ze Společnosti národů. Stalin se tedy rozhodl prozatím ustoupit od podmanění celého Finska a spokojil se s územními zisky. Ztráty Finska ze zimní války činily asi 22 000 mrtvých a 50 000 těžce raněných. Rudá armáda ztratila asi 120–130 tisíc padlých, 180–190 tisíc zraněných a více než polovinu ze svých 6500 tanků.

### Expanze do Pobaltí a Besarábie
V červnu 1940 SSSR násilím obsadil Pobaltí (včetně Litvy, což bylo v rozporu s paktem, nicméně Německo to akceptovalo). Poté přinutil Rumunsko k odevzdání Besarábie.
Finsko mezitím získalo podporu a záruky Německa. Když se v severním Finsku objevily německé jednotky, rozhodl se Stalin od jeho obsazení ustoupit. Tím svoji expanzi Evropou ukončil, protože na utkání s Německem se necítil a všechny potenciální cíle byly pod německou ochranou. Soustředil se tedy na budování armády a pacifikaci území, která obsadil.

## Velká vlastenecká válka (1941–1945)

### Napadení Sovětského svazu

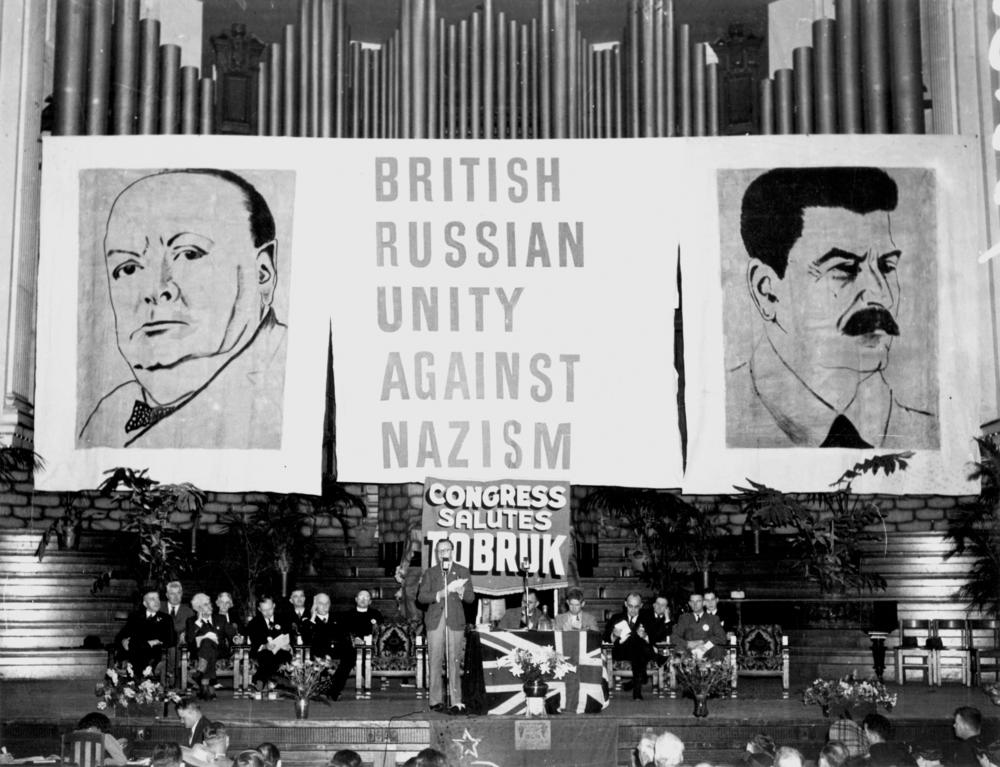
Kongres uspořádaný v roce 1941 v Brisbane v Austrálii na podporu britsko-sovětského spojenectví

Když 22. června 1941 hitlerovské Německo SSSR přepadlo, Stalin tomu zprvu nemohl uvěřit; tvrdil, že se jedná o provokaci německých generálů a že Hitler o tom nemůže vědět. Věrolomný nepřátelský útok, jakož i čistky v armádě z třicátých let, způsobil Rudé armádě značné ztráty; její letectvo bylo z téměř 60% zničeno, tanková vojska, která se s Němci střetla, byla navzdory kvantitativní převaze nad německými pancéři zlikvidována z téměř 90 %.
Stalin sám vystoupil v rozhlase až 3. července 1941 s emotivním projevem, v němž překvapil posluchače už oslovením „Soudruzi, občané, bratři a sestry…“, apeloval na jejich vlastenectví a užil i spojení jako „svatá válka“. Informoval o územních ztrátách a vyzýval lid k boji proti nepříteli i vlastním dezertérům a zbabělcům.

### Stalinova centralizace moci za války
Od roku 1941 byl Stalin předsedou Rady lidových komisařů (obdoba ministerského předsedy). V průběhu druhé světové války zastával funkce předsedy Státního výboru obrany, lidového komisaře obrany a vrchního velitele sovětských vojsk. 10. července 1941 byl hlavní štáb (Ставка Главного Командования) přejmenován (na Ставка Верховного Командования) a Stalin se stal jeho předsedou místo Timošenka. 19. července Stalin Timošenka nahradil i ve funkci ministra obrany a 8. srpna 1941 se stal vrchním velitelem ozbrojených sil SSSR. Ve svých rukou soustředil veškerou moc vládní, stranickou i vojenskou.
Zemi řídil z Moskvy, a to i v době největšího ohrožení hlavního města v období bitvy před Moskvou (listopad 1941 – jaro 1942). Jeho přítomnost a veřejná vystoupení přispěly ke zvýšení morálky napadené země.
Jak však uvedl N. S. Chruščov ve svém projevu v r. 1956, Stalin nechápal situaci, která se vytvářela na jednotlivých frontách, protože za celou válku nebyl (s jedinou krátkou výjimkou) ani na jednom z úseků fronty či v jediném osvobozeném městě. Přitom často vydával rozkazy, které neodpovídaly skutečné situaci a vedly k velkým ztrátám na životech. Slabá byla jeho strategická rozhodnutí v počátku války, kdy v září 1941, i přes žádostí generálů, dopustil obklíčení a zničení vojenského seskupení pěti armád v bitvě o Kyjevský kotel.

### Mezinárodní jednání se Stalinovou účastí

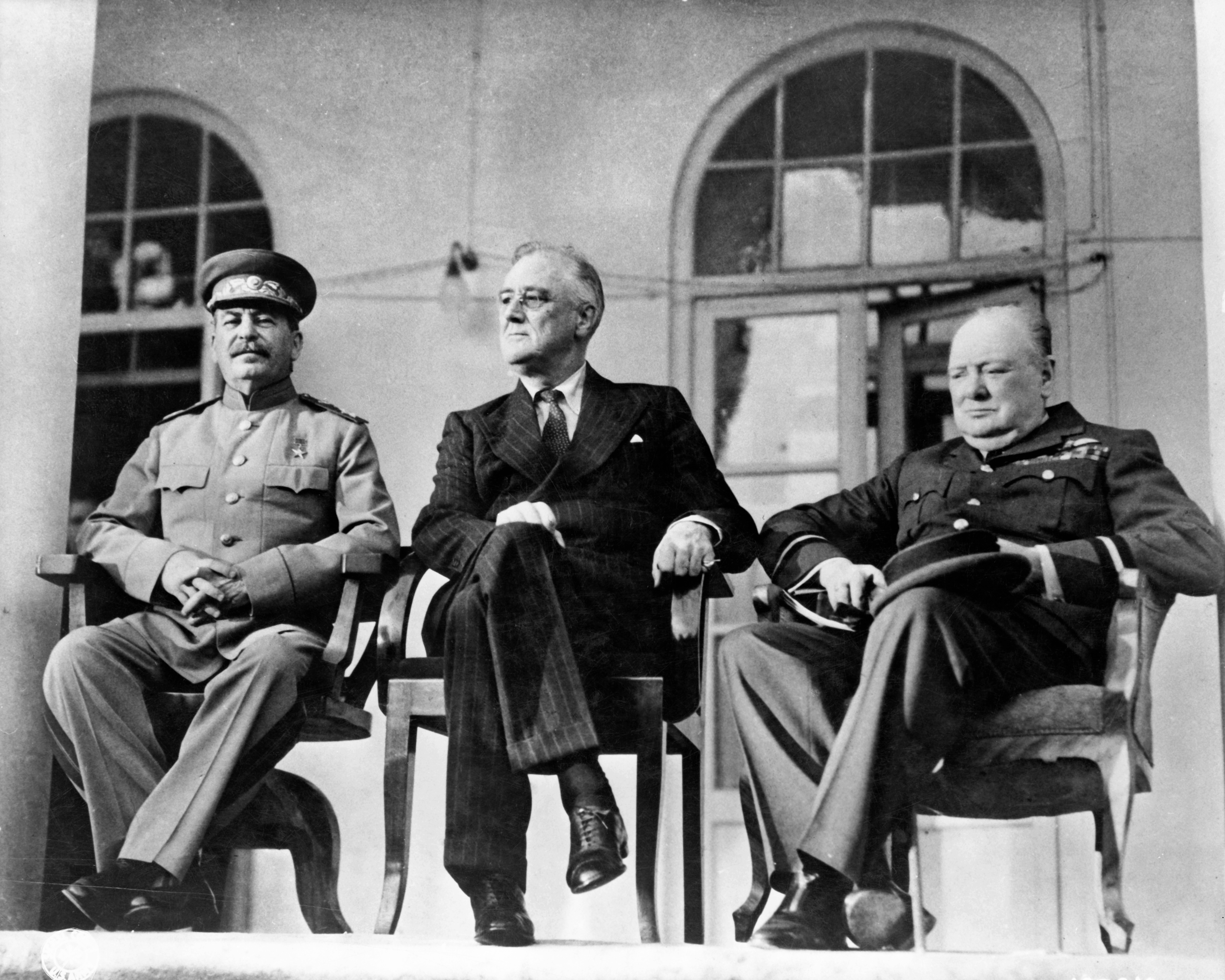
Stalin, Franklin Delano Roosevelt a Winston Churchill na verandě sovětské ambasády v Teheránu během Teheránské konference

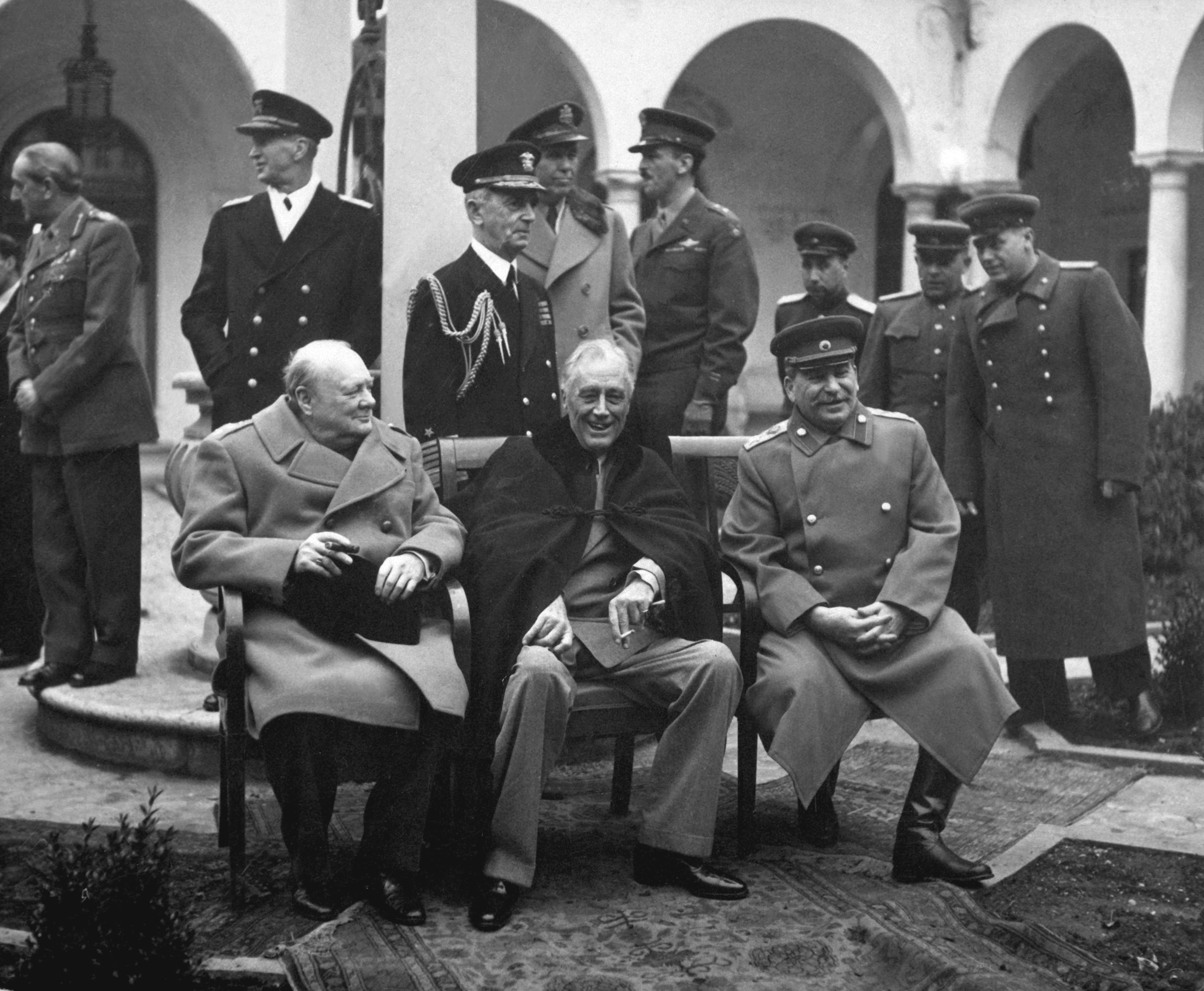
Churchill, Roosevelt a Stalin na Jaltské konferenci v únoru 1945

V Moskvě proběhla za Stalinovy účasti i část konferencí 2. světové války na vysoké a nejvyšší úrovni:
- První Moskevská konference, Moskva, 29. září – 1. října 1941, účast: Stalin, W. Averell Harriman, lord Beaverbrook, Molotov, předmět jednání: spojenecká pomoc Sovětům
- Druhá Moskevská konference, Moskva, 12.–17. srpna 1942, účast: Churchill, Stalin, Harriman, předmět jednání: diskuse o důvodu upřednostnění otevření severoafrické fronty před vyloděním ve Francii ze strany Velké Británie, anglicko – sovětská dohoda o výměně informací a technologií
- Třetí Moskevská konference, Moskva, 18. října – 1. listopadu 1943, účast: ministři zahraničí Cordell Hull, Anthony Eden, Molotov, Fu Bingchang a Stalin, předmět jednání: Moskevská deklarace – společné prohlášení vlád USA, Velké Británie a SSSR o osvobozování některých evropských států z moci Němců
- Čtvrtá Moskevská konference, Moskva, 9. října 1944, účast: Churchill, Stalin, Molotov, Eden, předmět jednání: zřízení poválečných sfér vlivu ve východní Evropě a na Balkánském poloostrově

Jako hlava sovětské vlády se dále zúčastnil těchto válečných konferencí mimo Moskvu:
- Teheránská konference, Teherán, Írán, 28. listopadu – 1. prosince 1943, účast: Churchill, Roosevelt, Stalin, předmět jednání: první společné setkání Velké trojky, plánování konečné strategie války proti Německu a jeho spojencům, stanovení data Dne D
- Jaltská konference, Jalta, 4.–11. února 1945, účast: Churchill, Roosevelt, Stalin, předmět jednání: závěrečné plány porážky Německa, poválečné plány na rozdělení Evropy, stanovení data Konference spojených národů, podmínky vstupu SSSR do války proti Japonsku
- Postupimská konference, Postupim, Německo, 17. července – 2. srpna 1945, účast: Churchill, Stalin, Truman, Attlee, předmět jednání: deklarace bezpodmínečné kapitulace Japonska, stanovení poválečné politiky Německa

### Vojenské hodnosti
6. března 1943 mu byla udělena hodnost maršál Sovětského svazu. V červenci 1945 byl armádními špičkami navržen Ústřednímu výboru strany na udělení hodnosti generalissima a 27. července tuto hodnost „…jako ocenění výjimečných zásluh ve Velké vlastenecké válce…“ spolu s řády Vítězství a Hrdina Sovětského svazu obdržel.

### Pokus o atentát (1944)

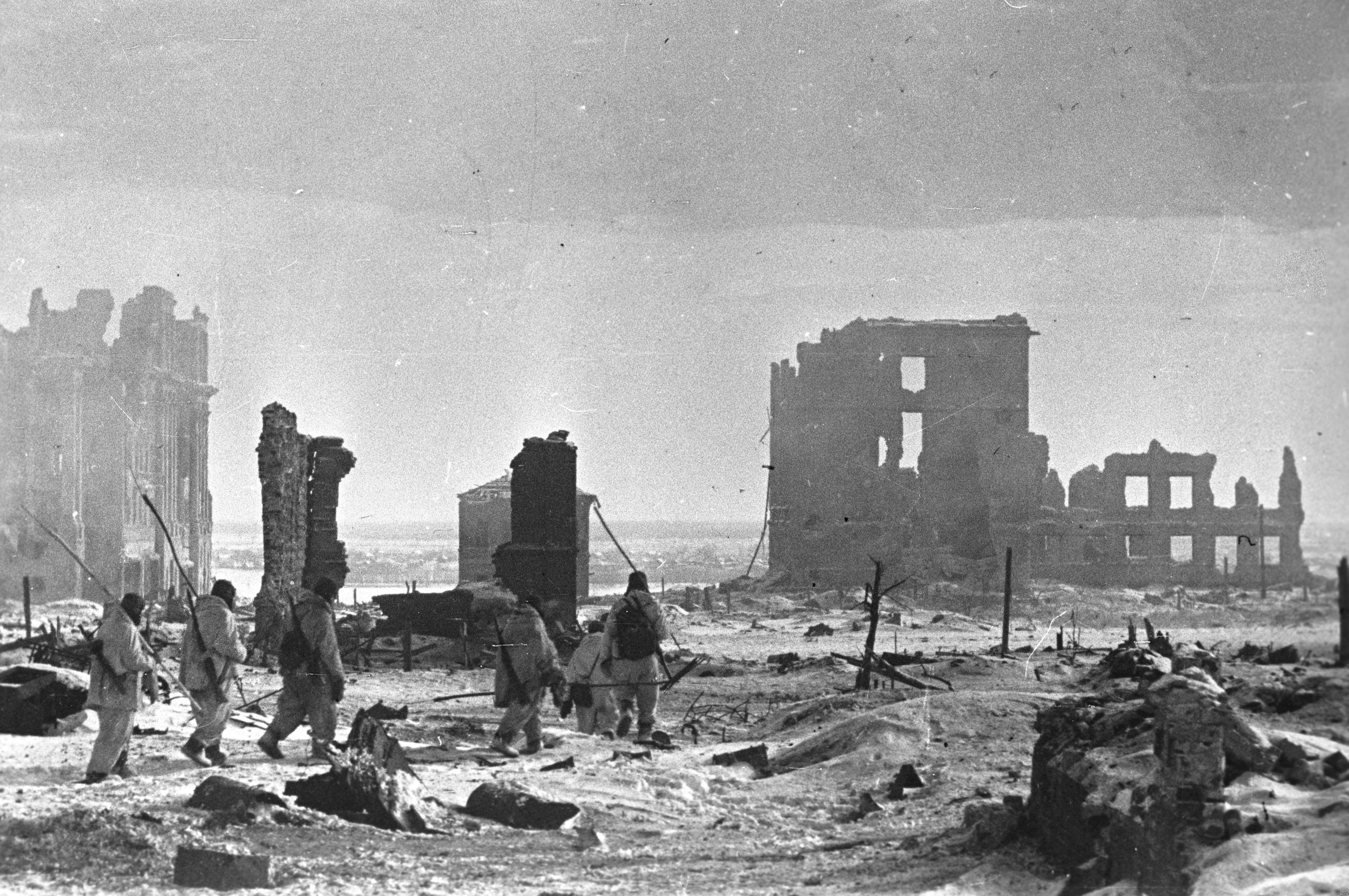
V troskách Stalingradu po osvobození města v únoru 1943

Ještě za války, roku 1944 měl být na Stalina spáchán atentát. Atentátníkem měl být bývalý sovětský nadporučík a poté špion třetí říše Pjotr Tavrin-Šilo. Měl zaútočit granátometem na Stalinův opancéřovaný vůz při výjezdu z Kremlu, případně po něm hodit magnetickou minu.
Tavrin-Šilo byl vysazen na území SSSR dne 1. září 1944. Několik dní pobyl v Karmanovu, odkud 5. září odjel motocyklem. Za městem ho zastavil milicionář s otázkou, odkud jede. Tavrin-Šilo mu uvedl Ržev, což neměl dělat z toho důvodu, že toto město bylo vzdáleno asi 200 km a Tavrin-Šilo měl téměř suché pneumatiky, přestože celý den pršelo.
Nakonec byl odveden na úřadovnu NKVD, kde se přiznal nejen ke spolupráci s nacisty, ale i ke své minulosti (Tavrin-Šilo byl před válkou třikrát ve vězení). Roku 1952 byli on i jeho manželka odsouzeni k trestu smrti a oba byli popraveni.

### Důsledky války
V průběhu války zahynulo přes 20 milionu obyvatel Sovětského svazu, včetně 9 milionu vojáků, a země tak utrpěla ze všech válčících států nejvyšší ztráty.
Stalinem vedený Sovětský svaz dokázal za pomoci zahraničních dodávek a za cenu obrovských obětí německému útoku odolat a na přelomu let 1942/43 po bitvě u Stalingradu převzal iniciativu a přešel do protiútoku. Když Rudá armáda stanula na jaře 1945 v Berlíně, byl srovnán se zemí. Stalin získal zpět vše, co ztratil, znovu ovládl Pobaltí, Ukrajinu, Besarábii a Bělorusko, které začlenil do Sovětského svazu jako svazové republiky. Finsko se sice stalo satelitem SSSR v mezinárodní politice a částečně i zahraničním obchodu, ale zachovalo si nezávislost ve vnitřní politice a státním zřízení. Jiné státy ve Stalinově sféře zájmů (Polsko, Československo, Rumunsko, Maďarsko, Bulharsko a Východní Německo) se staly satelity se vším všudy, i když režimy v nich vzniklé nelze se Stalinovou diktaturou srovnávat.
Stalin získal jakožto vítěz nad nacismem gloriolu bojovníka za svobodu a osvoboditele národů. Mnoho levicových intelektuálů po celém světě na něj mělo právě takový názor a nevěřili zprávám o zločinech, které měl v SSSR páchat.
Pro Rusko je velkým štěstím, že ve svém utrpení má v čele tohoto velkého a tvrdého vojevůdce. Stalin je mohutnou a silnou osobností, vhodnou pro bouřlivou dobu, v níž musí žít. Je to muž nevyčerpatelné odvahy a silné vůle, člověk přímý a též ostrý v řeči, což se mě, jako člověka vyrostlého v Dolní sněmovně, nijak nedotklo, zvláště když to mohu říci i o sobě. Především je člověkem s oním spásným smyslem pro humor, jenž má mimořádný význam pro všechny lidi a pro všechny národy, a zvláště pro velké lidi a velké národy. Stalin na mě učinil dojem muže, jenž disponuje hlubokou a chladnokrevnou moudrostí při úplné absenci jakýchkoli iluzí.
Winston Churchill, Projev v Dolní sněmovně dne 8. 9. 1942, pronesený po setkání se Stalinem v Moskvě
Jen postupně se názor na Stalina měnil od opatrné kritiky chyb po prohlášení Stalina za zločince ústy tehdejšího ruského presidenta. Přesto počet obdivovatelů Stalina zůstává, zejména v Rusku, vysoký.

## Poválečné období (1945–1953)

### Vrcholící kult osobnosti

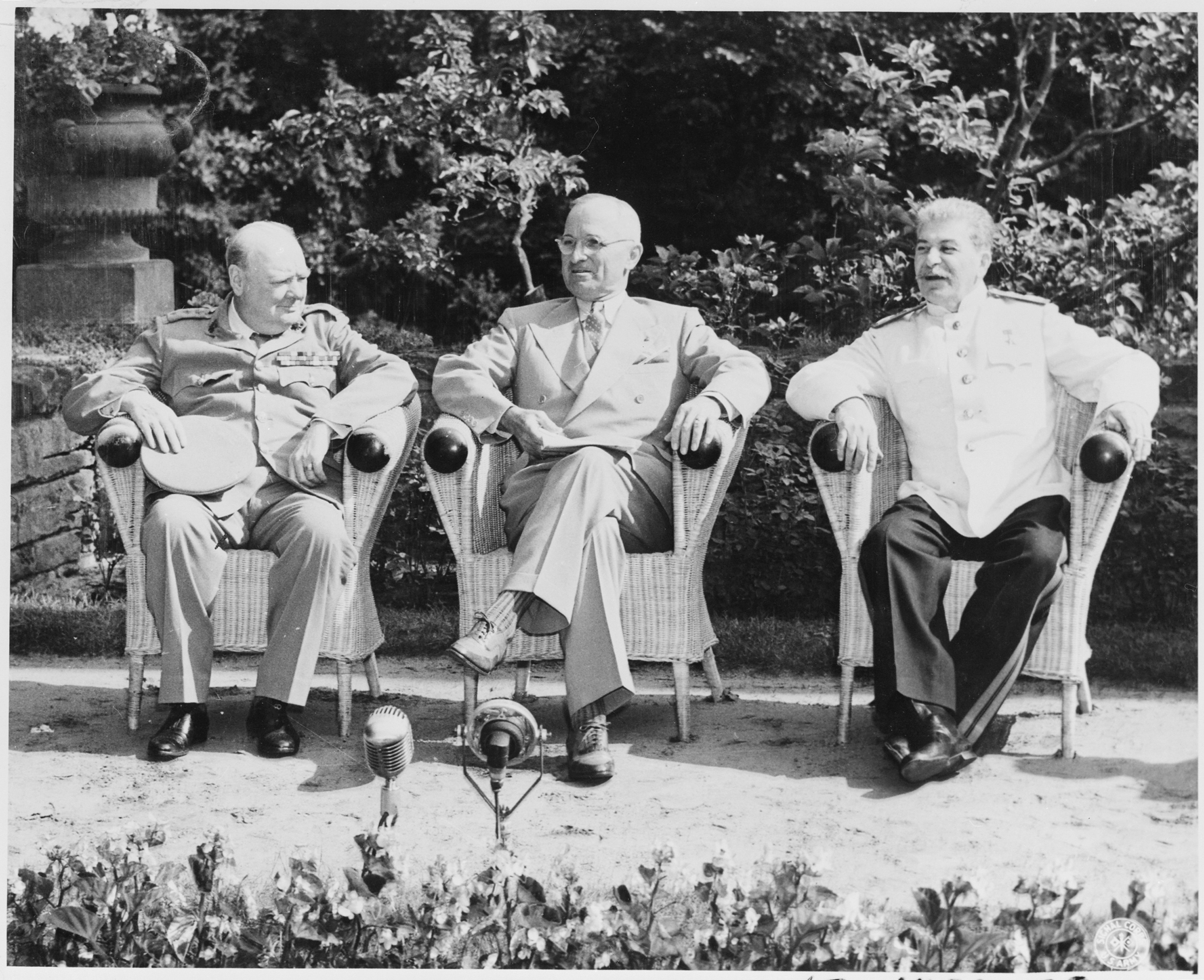
Velká trojka na postupimské konferenci v červenci 1945

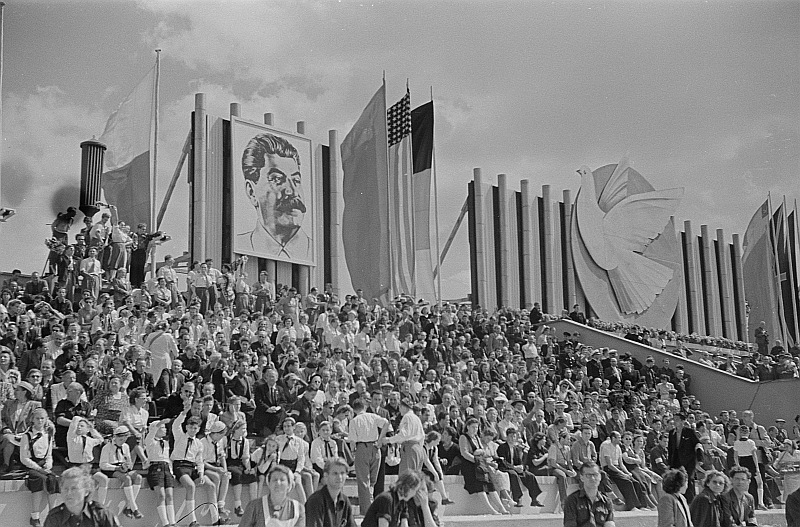
Portrét Stalina na III. Světovém festivalu mládeže a studentstva ve východním Berlíně v roce 1951

V poválečném období kult Stalinovy osobnosti vstupoval do života každého jednotlivce. Glorifikace dosáhla gigantických rozměrů, které vyvrcholily během oslav vůdcových sedmdesátých narozenin (1949). V pražském Veletržním paláci byla např. 4. prosince 1949 otevřena výstava darů „československého lidu“ J. V. Stalinovi, obdobné výstavy se konaly i v dalších socialistických metropolích a v Bratislavě. Od počátku prosince informoval tisk o slavnostních shromážděních a závazcích na počet Stalinových narozenin.
Od roku 1945 byly Stalinovým jménem pojmenovávány nejdůležitější ulice a náměstí v českých a slovenských městech (v Praze dnešní Vinohradská) a důležité výrobní závody, např. dnešní chemička v Záluží, a stavěny pomníky.
Obdobný rozsah mělo i uctívání v době Stalinova pohřbu (9. březen 1953).

### Stalinův zdravotní stav
Poškození srdečního svalu konstatovali lékaři již v roce 1927. Po válce se Stalinův zdravotní stav začal zhoršovat, též jako důsledek nadměrného kouření, přejídání se a nadměrného pití alkoholu. Vůdce ztrácel síly k tomu, aby se mohl věnovat každodennímu řízení země. Již v roce 1945, v době náročných jednání s Velkou trojkou, prodělal infarkt, postupně se rozvíjela ateroskleróza mozku. Obtíže vyvrcholily v březnu 1953 mozkovou mrtvicí, ze které se již neprobral.
V Moskvě se rozhořel boj o nástupnictví. Dosavadní muž číslo dvě Vjačeslav Michajlovič Molotov byl odsunut a předstižen Andrejem A. Ždanovem či Georgijem M. Malenkovem.

### Berijovské represe
Poslední léta diktatury J. V. Stalina vedla k opětovnému stupňování represí uvnitř SSSR. Šéfem NKVD byl do ledna 1946 Lavrentij Berija, který pokračoval v teroru podobném třicátým létům pod taktovkou Ježova.
Poválečnou éru vyplnily i masivní propagační kampaně a politické aféry. Sovětská propaganda zahájila tažení proti poklonkování před západem (boj proti kosmopolitismu s jasně antisemitským pozadím) a na podporu sovětského vlastenectví. Politické a represivní kampaně zasáhly armádní elitu, stranický aparát a uměleckou a intelektuální elitu (leningradská aféra, mingrelské spiknutí, spiknutí bílých plášťů). Atmosféra odhalování spiknutí se přenesla i do tehdejšího Československa.

### Hospodářské problémy a růst
Sovětský svaz vyšel z konfliktu nesmírně mocensky posílen, nicméně hospodářsky se ocitl na pokraji zhroucení. Životní úroveň obyvatelstva byla na hraně únosnosti. Stát žádal nové oběti od lidí, aby byla obnovena hospodářská moc země. Znovu se zbrojilo, velmi důležitým úkolem pro sovětské vědce a rozvědku bylo získání atomové bomby. Stalin preferoval rozvoj těžkého průmyslu (výroba strojů pro další výrobu a zbrojní průmysl), spotřební průmysl byl minimalizován. Díky reparacím byla do SSSR vyvezena značná část průmyslového zařízení z Německa (např. továrny BMW), které Sovětům alespoň trochu kompenzovalo utrpěné ztráty. Sovětský průmysl, na rozdíl od zemědělství, dosahoval vyšší produkce.
Zemědělství se stále ještě nevzpamatovalo z kolektivizace, válečných útrap a odvodů práceschopných mužů do armády i poválečného úprku rolníků do měst za lepším živobytím. Kolchozní výroba byla hluboko pod úrovní, kterou měla zemědělská produkce za carského Ruska.

### Zahraniční politika (1945–1953)

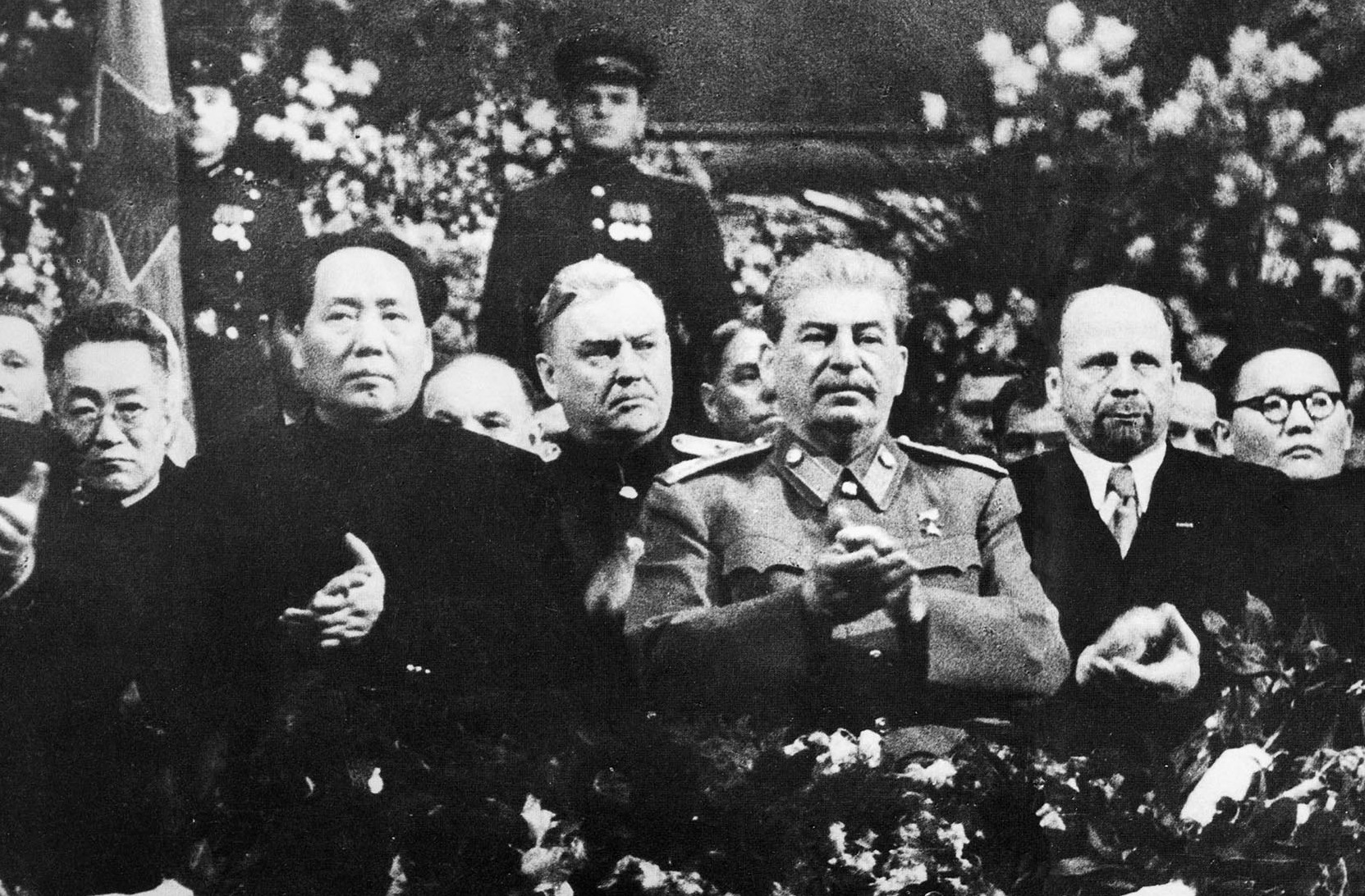
Mao na oslavách Stalinových sedmdesátin v Moskvě, prosinec 1949

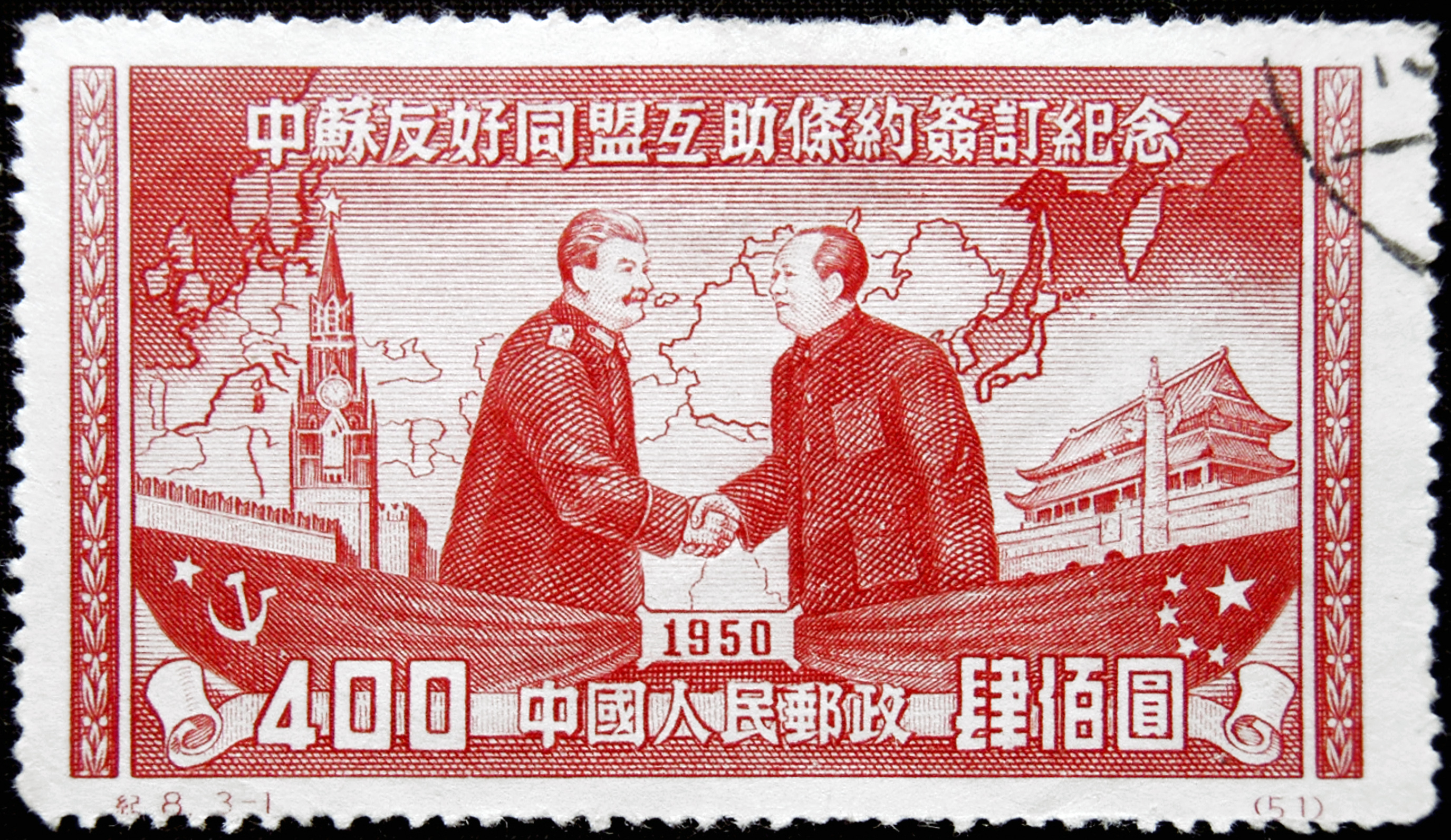
Stalin a Mao Ce-tung na čínské poštovní známce

Stalin v poválečných letech sice i nadále plánoval expanzi a upevnění impéria, nicméně jeho postupy se změnily. Aby si uchoval svou pozitivní tvář, snažil se postupovat méně nápadně. Měl obavy ze západních spojenců, jejichž ekonomická převaha byla značná. Pouze ve střední a východní Evropě se zdařila sovětizace. Stalin vytvořil Informační byro (1947), které mělo podřídit tamní komunistické strany sovětském vlivu. Ale i zde se vyskytly nečekané komplikace v souvislosti s nepoddajnou Jugoslávií J. B. Tita (viz roztržka Tito–Stalin). Komunistické režimy však vznikly i v Číně Mao Ce-tunga a Severní Koreji Kim Ir-sena. Sovětský vliv ve světě však rostl i díky vlivné pozici v OSN, které se stalo řečnickou arénou studené války.
Studená válka se rozhořela naplno během berlínské blokády (od 23. června 1948 do 12. května 1949). Trumanova doktrína zadržování komunismu vedla k aktivizaci antikomunistických sil ve světě. Komunisté byli poraženi v řecké občanské válce. Sověti byli nuceni ustoupit v otázkách nároků vůči Turecku i Íránu. Nově vzniklý stát Izrael se k SSSR i přes Stalinovu počáteční podporu nakonec obrátil zády a ani korejská válka se nevyvíjela dle jeho představ.

## Rodinný život

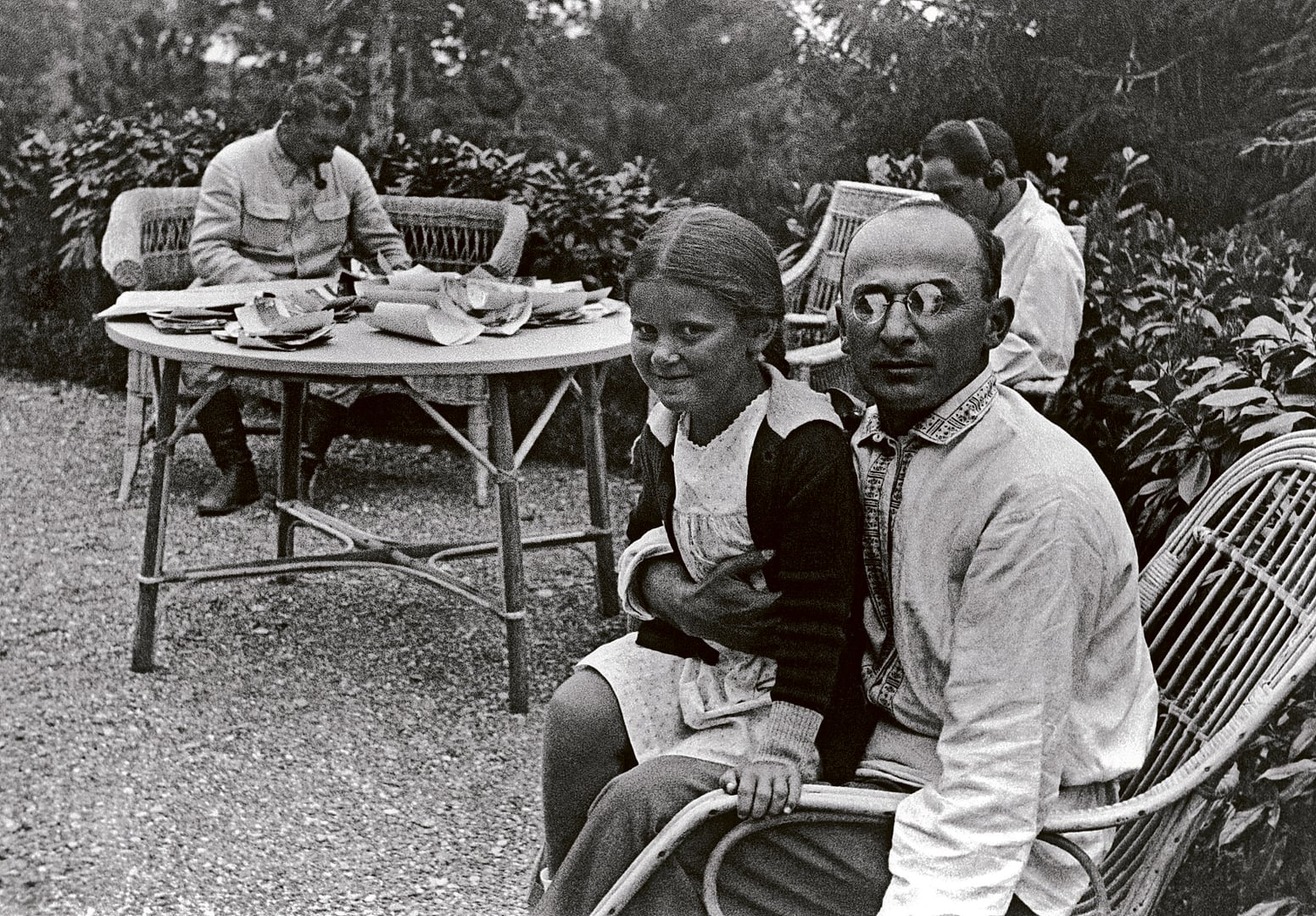
Lavrentij Berija se Stalinem
(v pozadí) a se Stalinovou dcerou Světlanou na klíně. Přítomný Nestor Lakoba je skryt.

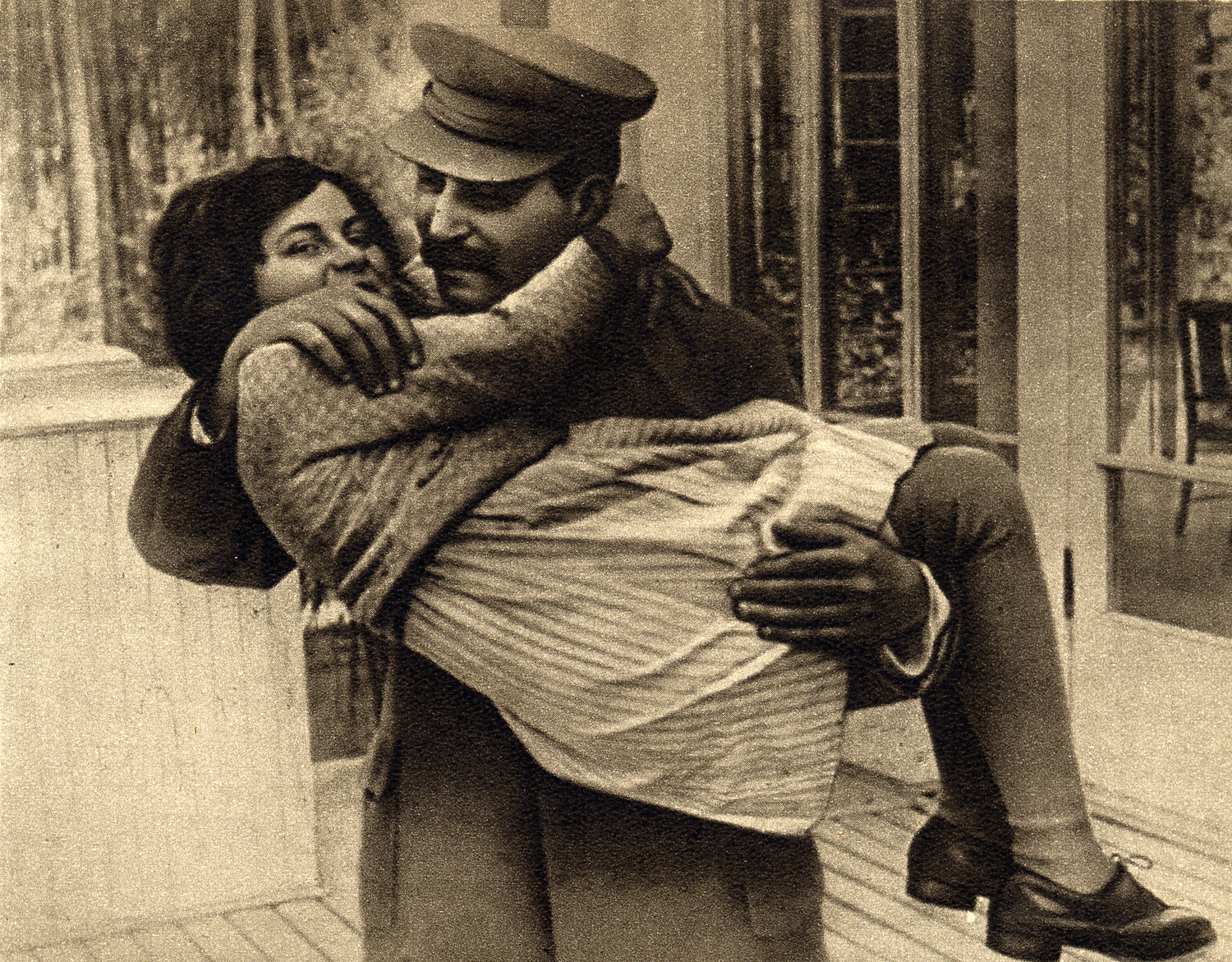
Stalin s dcerou Světlanou

Stalin byl dvakrát ženat. Poprvé se oženil v roce 1904. První manželka Jekatěrina Semjonovna Svanidzeová (1885–1907) zemřela necelý rok po narození syna Jakova (1907–1943).
S druhou manželkou Naděždou Alilujevovou (1901–1932) měl syna Vasilije (1921–1962) a dceru Světlanu (1926–2011).
Podle vzpomínek dcery Světlany měl být Stalin citově chladný a paranoidní.

## Kult osobnosti

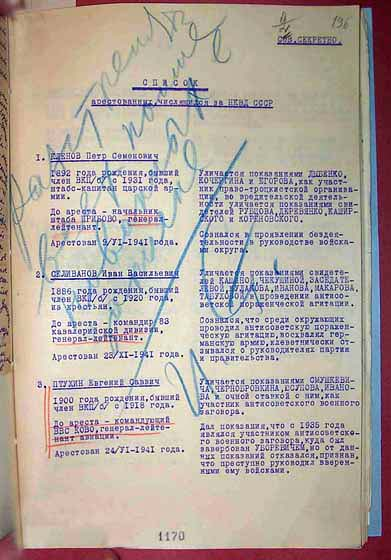
Berijův návrh na popravu 46 generálů a vyšších důstojníků Rudé armády po porážkách v roce 1941. Stalinovo rozhodnutí: „Zastřelte všechny uvedené
v seznamu“ – J. St.“

V letech kultu osobnosti byl Stalin oslavován jako veliký vůdce, veliký vůdce a učitel, otec národů apod. (великий вождь, великий вождь и учитель, отец народов). 
V celém Sovětském svazu bylo přejmenováváno mnoho různých míst po něm; v červnu 1924 ukrajinské hornické město Juzovka získalo název Stalino, v dubnu 1925 byl Caricyn přejmenován na Stalingrad, tádžické město Dušanbe bylo přejmenováno v roce 1929 na Stalinabad. V roce 1938 bylo navrženo přejmenování Moskvy na Stalinodar, ale tuto změnu sám Stalin odmítl.
Stalin též usiloval o gloriolu velkého vojevůdce. Hodnost maršála Sovětského svazu obdržel v roce 1943, po válce získal hodnost generalissima, nejvyšší vojenskou hodnost v SSSR, kterou zastával pouze on sám.

## Smrt

### Poslední dny

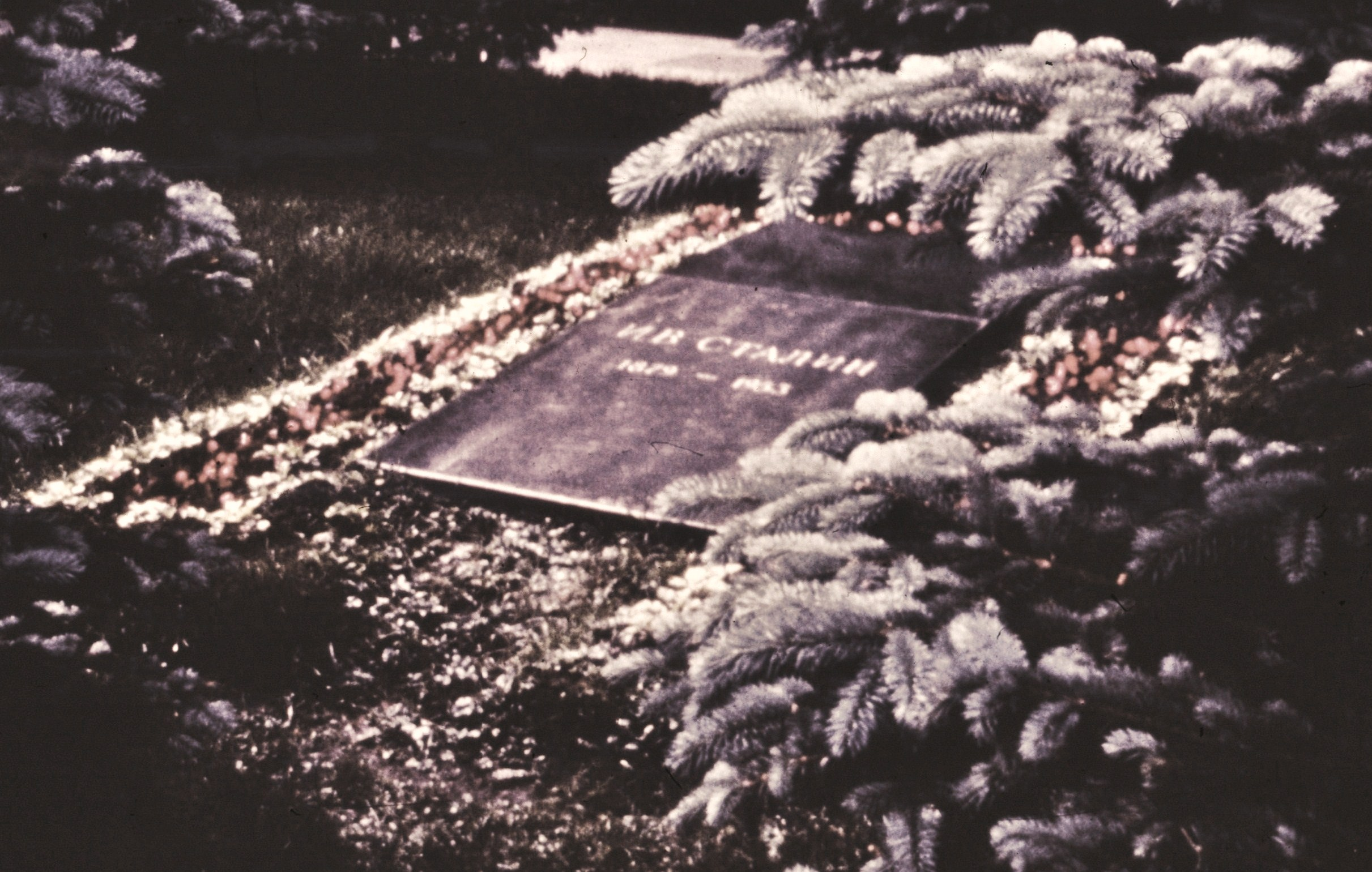
Stalinův hrob u kremelské zdi v roce 1965

Stalin byl paranoidní a v pozdních letech trpěl arterosklerózou. Jeho lékař Vladimir Vinogradov zaznamenal v roce 1952 výraznou změnu ve Stalinově zdravotním stavu. Když Stalinovi navrhl, aby bral věci na lehčí váhu, rozzuřil se a nechal ho uvěznit. Stejně tak bylo v roce 1952 uvězněno několik dalších lékařů. Někteří z nich byli židovského původu a tisk začal šířit pověsti o lékařském spiknutí. V lednu 1953 TASS zveřejnila zprávu o uvěznění devíti členů zločinné skupiny vraždících lékařů, obviněných z likvidace předních sovětských činitelů.
V polovině února 1953 odjel Stalin na svou daču v Kuncevu u Moskvy. O průběhu dalších událostí existují rozporné zprávy, které se v zásadě shodují v následujícím. Noc na 1. března 1953 Stalin strávil večeří a pitím do ranních hodin. Když se následující den do pozdních večerních hodin neozývaly z ložnice zvuky, odvážil se někdo z přítomných ke vstupu a nalezl Stalina ležet na podlaze. Podle Chruščovových vzpomínek vyjeli on, Malenkov, Berija a Bulganin do Kunceva poté, co je stráž telefonicky informovala. Když dorazili na místo, bylo jim řečeno, že Stalin byl uložen na pohovku v malé jídelně a spí. Čtyři muži si neuvědomili, že se mohlo stát něco vážného, a vrátili se do Moskvy. Teprve 2. března, když Stalin stále zůstával ochrnutý a nemluvil, byli přivoláni lékaři, kteří konstatovali záchvat mrtvice. Bezradní členové politbyra dojížděli na daču každý den. Zpráva o Stalinově zdravotním stavu, včetně informace o tlaku a teplotě, byla vysílána v rozhlase až 4. března 1953, v československém tisku se objevila o den později.
Stalin zemřel 5. března 1953 v 9 hodin 50 minut moskevského času. 7. března bylo tělo vystaveno v Sloupové síni Domu odborů a pohřeb se konal 9. března 1953.

### Posmrtné uložení
Nabalzamované tělo bylo téhož roku uloženo do Leninova mauzolea v Moskvě, které bylo přejmenováno na Mauzoleum Lenina a Stalina. V říjnu 1961 rozhodl sjezd Komunistické strany SSSR, že Stalinovy ostatky nebudou v mauzoleu nadále uchovávány. V noci z 31. října na 1. listopadu 1961 bylo jeho tělo vyneseno a pohřbeno u Kremelské zdi v dřevěné rakvi. Rakev byla zalita velkým množstvím betonu, patrně aby se zabránilo dalšímu možnému přesunu těla.

## Stalinovi nástupci

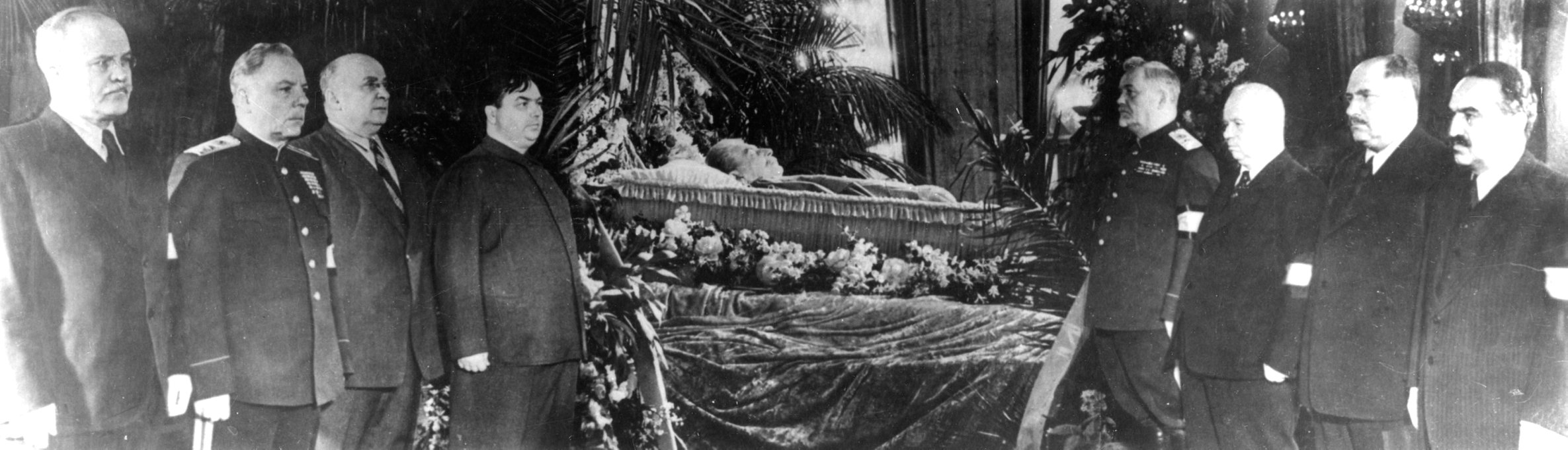
(zleva) Molotov, Vorošilov, Berija, Malenkov, Bulganin, Chruščov, Kaganovič a Mikojan, hlavní Stalinovi nástupci u Stalinovy rakve v roce 1953.

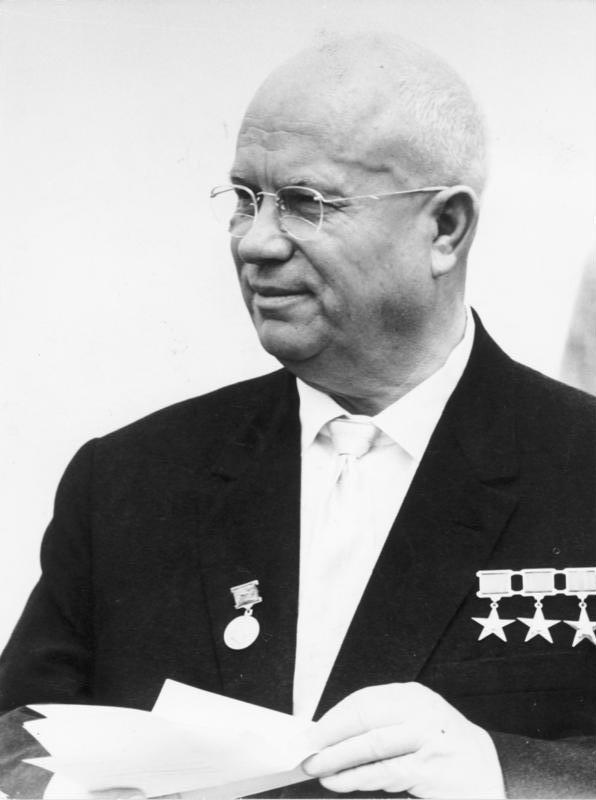
Nikita Chruščov odsoudil na XX. sjezdu KSSS 25. února 1956 Stalinovy zločiny a jeho kult osobnosti

Hlavní nástupci, kteří si rozdělili moc v Kremlu:
- Georgij Maximilianovič Malenkov
- Lavrentij Pavlovič Berija
- Vjačeslav Michajlovič Molotov
- Nikita Sergejevič Chruščov
- Kliment Jefremovič Vorošilov
- Nikolaj Alexandrovič Bulganin
- Lazar Mojsejevič Kaganovič
- Anastáz Ivanovič Mikojan

Již během zdlouhavého umírání diktátora proběhlo v Kremlu dělení moci. Hlavní iniciativu převzal Stalinův gruzínský krajan a úzký spolupracovník Lavrentij Pavlovič Berija, jehož aktivita ostatní překvapila a částečně i paralyzovala. Několik hodin před Stalinovou smrtí se konalo v Kremlu zasedání ÚV a rady ministrů. Mělo posvětit dohodu, která vznikla uvnitř „věrchušky“ (elita, politická špička). Hlavní slovo na jednání měli Berija s Malenkovem. Výsledné rozdělení funkcí anulovalo výsledky XIX. sjezdu KSSS a poslední Stalinovy zásahy do mocenského postavení svých nejbližších. Rehabilitováno bylo postavení Molotova, Mikojana a Vorošilova. Většina nováčků ve vedení strany své postavení ztratila (Brežněv a další).
Den po Stalinově smrti, 6. března 1953, byl Malenkov jmenován předsedou Rady ministrů, jeho prvními náměstky Berija, Molotov, Bulganin a Kaganovič. Během prvních týdnů se vytvořil triumvirát složený z Malenkova, Beriji a Molotova, kteří také přednesli během pohřbu diktátora projev na Rudém náměstí.
Brzy se semknula většina členů předsednictva ÚV KSSS proti L. P. Berijovi, který byl v červnu 1953 zatčen, uvězněn a 23. prosince 1953 popraven. Od září 1953 měli hlavní postavení v zemi šéf vlády G. M. Malenkov a šéf stranického aparátu N. S. Chruščov.

## Odkaz v Československu

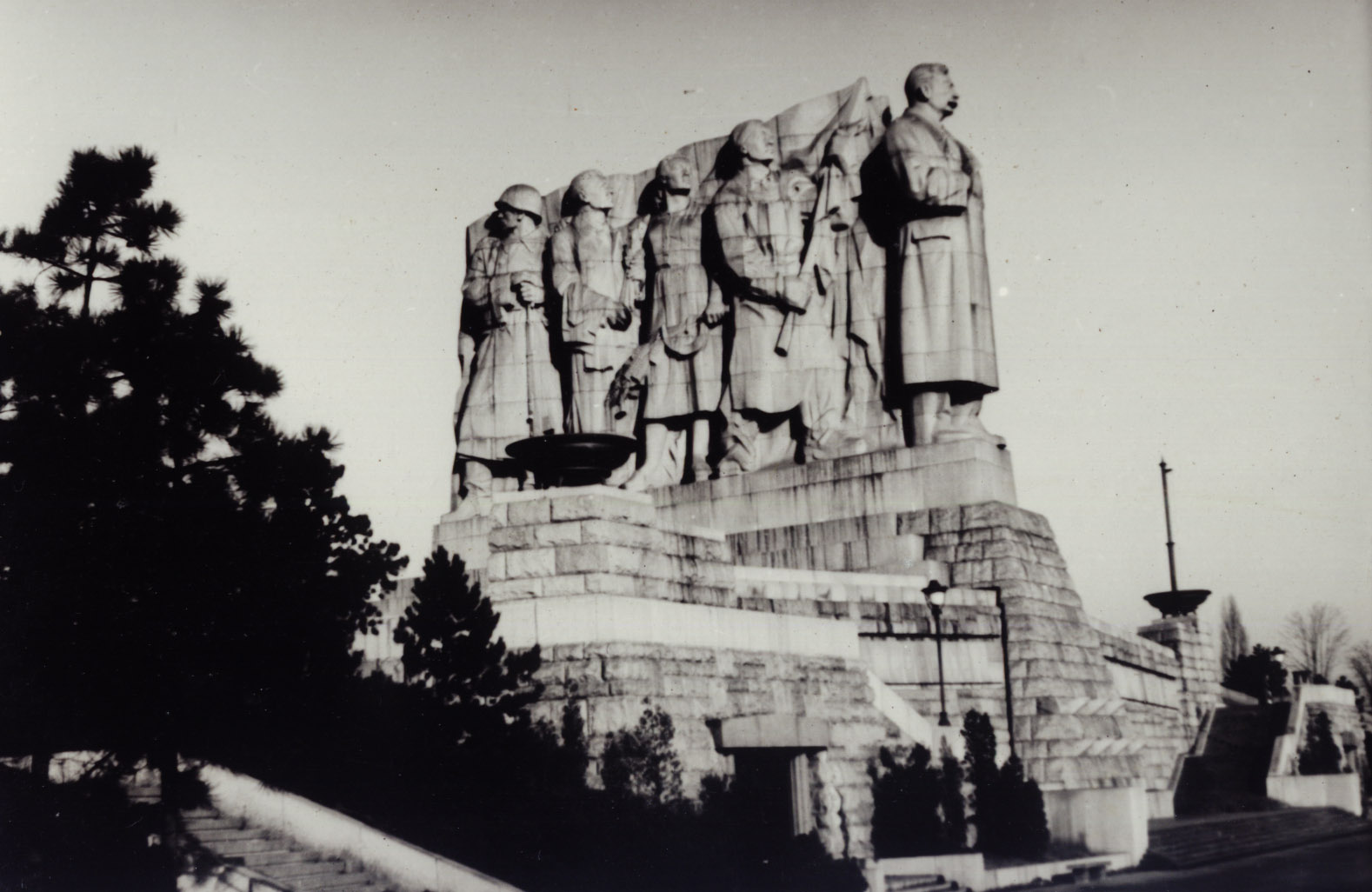
Stalinův pomník v Praze na Letné (1955–1962), který byl zlikvidován po odsouzení Stalina jeho nástupcem N. S. Chruščovem

### Udělení Československého řádu Bílého lva J. V. Stalinovi
Dne 20. 6. 1945 schválila vláda propůjčení Československého řádu Bílého lva I. třídy s řetězem J. V. Stalinovi (č. j. B 12/45). Stalin vyznamenáni odmítl přijmout.

## Dnešní hodnocení

### Rostoucí obliba v některých postsovětských státech

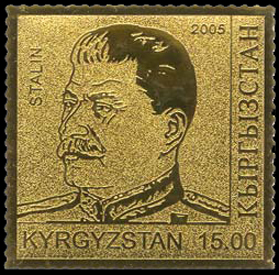
J. V. Stalin na kyrgyzské poštovní známce z roku 2005

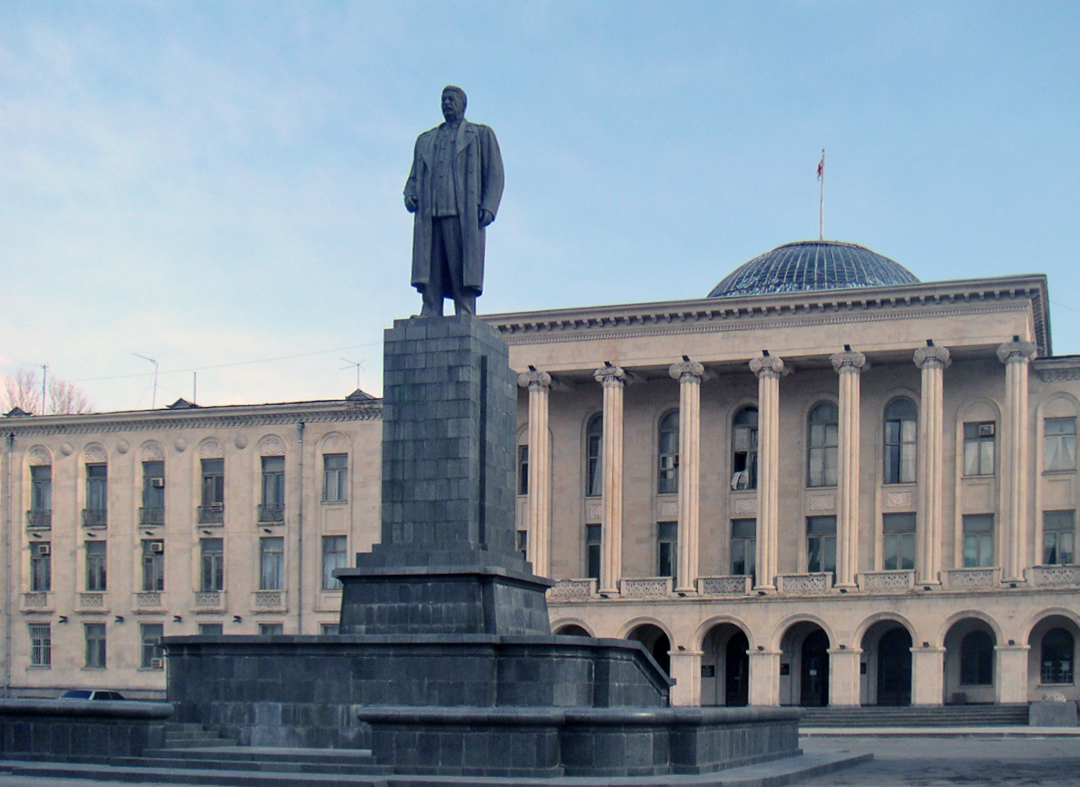
Stalinova socha v jeho rodném Gori

Stalin je v některých postsovětských státech (Rusko, Gruzie nebo Arménie) spojován s vítězstvím nad nacistickým Německem ve Velké vlastenecké válce. Mnoha lidmi je stále obdivován jako válečný vůdce, ačkoliv ti samí lidé často odmítají jeho represivní politiku.
V roce 2008 se v anketě Největší Rus (rusky Имя Россия) umístil Stalin na 3. místě. Jeho příznivci argumentují tím, že Sovětský svaz zachránil před Leninovým NEPem (který měl údajně „rozdat“ nerostné bohatství Ruska Západu), celou Evropu před nacisty a že SSSR pozvedl ze zemědělského státu na jadernou, průmyslovou a vojenskou velmoc. V průzkumu z roku 2012 kladně ohodnotilo Stalina 28 % dotázaných Rusů, a to především lidé starší 55 let (41 %), méně často lidé ve věku 18 až 39 let (okolo 20 %).
Průzkum v roce 2016 ukázal, že od roku 2007 v Rusku výrazně narostl počet osob kladně oceňujících roli Stalina a naopak poklesl počet těch, kteří o něm uvažují kriticky.
V roce 2017 byl již Stalin v ruské anketě vyhodnocen jako největší historická osobnost (38 %) před Vladimírem Putinem (34 %)
V jeho rodné Gruzii vyjádřilo 46 % dotazovaných ke Stalinovi kladný vztah. V Gori byla postavena obří Stalinova socha. V roce 2013 označilo 68 % dotazovaných Gruzínců Stalina za „moudrého vůdce“.
V Arménii v roce 2013 uvedlo 38 % dotázaných, že jejich země by potřebovala silného vůdce, jako byl Stalin, aby byl „obnoven pořádek“.

### Hodnocení zločinů

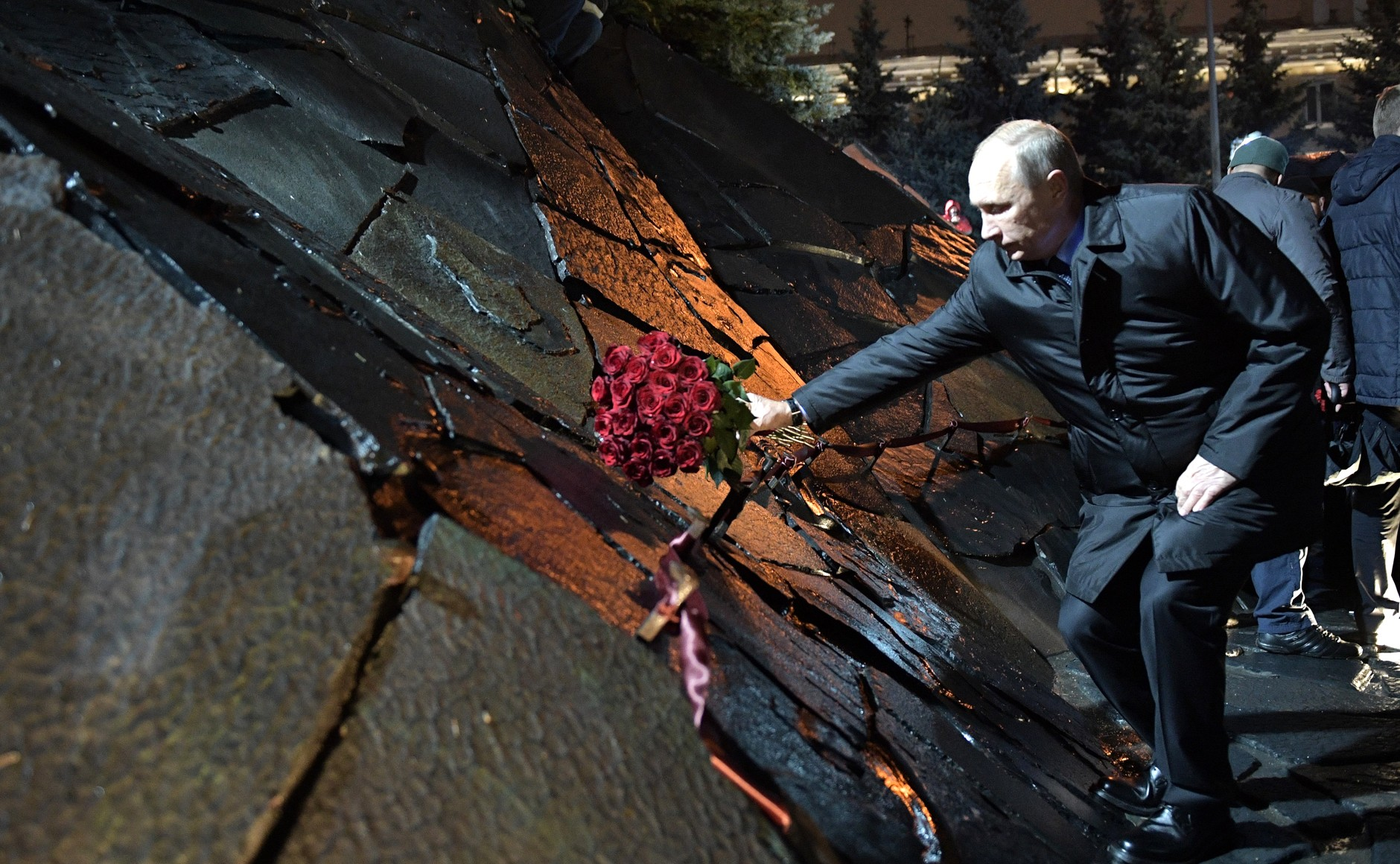
Ruský prezident Putin odhaluje v Moskvě památník obětem stalinských represí, nazvaný Zeď nářků

- V roce 2007 ruská organizace Memorial (Мемориа́л) vypracovala jmenný seznam 2,6 milionu obětí stalinského teroru. Seznam bude postupně doplňován o zbývající jména. Tento seznam má být distribuován do škol.[103]
- V roce 2010 jej ukrajinský soud spolu s Vjačeslavem Molotovem, Lazarem Kaganovičem, Pavlem Postyševem a třemi předáky ukrajinských komunistů Vlasem Čubarem, Stanislavem Kosiorem a Mendelem Chatajevičem shledal vinným organizováním genocidy ukrajinského obyvatelstva (viz též hladomor na Ukrajině).[104]

## Citáty
Když buržoasní diplomaté připravují válku, začínají horlivě křičet o „míru" a „přátelských vztazích“. Začíná-li nějaký ministr zahraničních věcí horlit pro „mírovou konferenci“, pak vězte, že „jeho vláda“ již objednala nové bitevní lodi a letadla. U diplomata se slova musí rozcházet s činem – neboť, jaký by to byl diplomat? Slova jsou jedna věc, a činy jsou naprosto něco jiného. Hezká slova jsou maskou k zastření špatných činů. Upřímný diplomat, toť něco asi jako suchá voda, dřevěné železo.
Josif Vissarionovič Stalin, Volby v Petrohradě, otištěno v časopise „Social-Demokrat“ v lednu 1913
Těžko si umím představit, jakou může mít osobní svobodu nezaměstnaný, který chodí hladový a nenachází uplatnění své práce. Skutečná svoboda je pouze tam, kde je zničené vykořisťování, kde neexistuje útlak jedněch lidí druhými, kde není nezaměstnanosti a žebráctví. Kde se člověk netřese kvůli tomu, že zítra může ztratit práci, obydlí i chléb. Jen v takové společnosti je možná skutečná, a ne jen na papíru, osobní svoboda.
Josif Vissarionovič Stalin, Rozhovor s předsedou novinářské společnosti Royem Howardem, 1. 3. 1936
My, komunisté, jsme lidé zvláštního ražení. Jsme ukováni ze zvláštní látky. Jsme ti, kdož tvoří armádu velikého proletářského stratéga, armádu soudruha Lenina. Není nic vyššího než čest patřit k této armádě.
Josif Vissarionovič Stalin, Projev na II. všesvazovém sjezdu sjezdu sovětů 26. ledna 1924
Bylo by nesprávné si myslet, že je možné dosáhnout seriózní kulturní růst členů společnosti bez změn situace v pracovním prostředí. Na to je potřebné především zkrátit pracovní den na minimálně 6 a potom na 5 hodin. Je to potřebné proto, aby členové společnosti dostali dostatek volného času, potřebného pro získání všestranného vzdělání.

Na to je nutné zavést povinnou výuku obecné politologie, potřebnou k tomu, aby všichni členové společnosti měli možnost svobodně si vybrat profesi a nebýt přikovanými na celý život k jakékoliv jedné profesi.
Proto je dále potřebné od základu zlepšit bytové podmínky a zvýšit reálnou mzdu pracujícím a zaměstnancům minimálně na dvojnásobek, jak cestou přímého zvýšení mzdy, tak zvlášť cestou dalšího systematického snižování cen předmětů masové spotřeby (např. strava, ošacení, bydlení).

Takové jsou základní podmínky přechodu k opravdovému komunismu.

Stalin: „Já vím, že vy, Čechoslováci, nám Rusům nedůvěřujete. Ani vy, dr. Beneši, nám nedůvěřujete!“

Beneš: „Ano!“

Stalin: „Avšak já vás ujišťuji, že dodržíme smlouvu, kterou jsme s vámi uzavřeli – že Československo bude svobodná a nezávislá země a že my se nebudeme vměšovat do vašich vnitřních záležitostí. Jak to budete dělat, takové to budete mít.“

(Stalinův přípitek na večeři na Benešovu počest, když se na jaře 1945 vracel z londýnského exilu přes Moskvu do Československa) 

## Dílo
- O technice. Praha: Práce, 1945. 83 s.
- O dialektickém a historickém materialismu. Praha: Svoboda, 1945. 39 s.
- O marxismu v jazykovědě. Slovo a slovesnost, 1950, č. 2. Dostupné online: 1. část, 2. část
- Korespondence předsedy rady ministrů SSSR s prezidenty USA a ministerskými předsedy Velké Británie za Velké vlastenecké války 1941–1945. Překlad Zdeněk Kubeš. 2. vyd. Praha: Svoboda, 1981. 717, [3] s.